# Mauerziegel

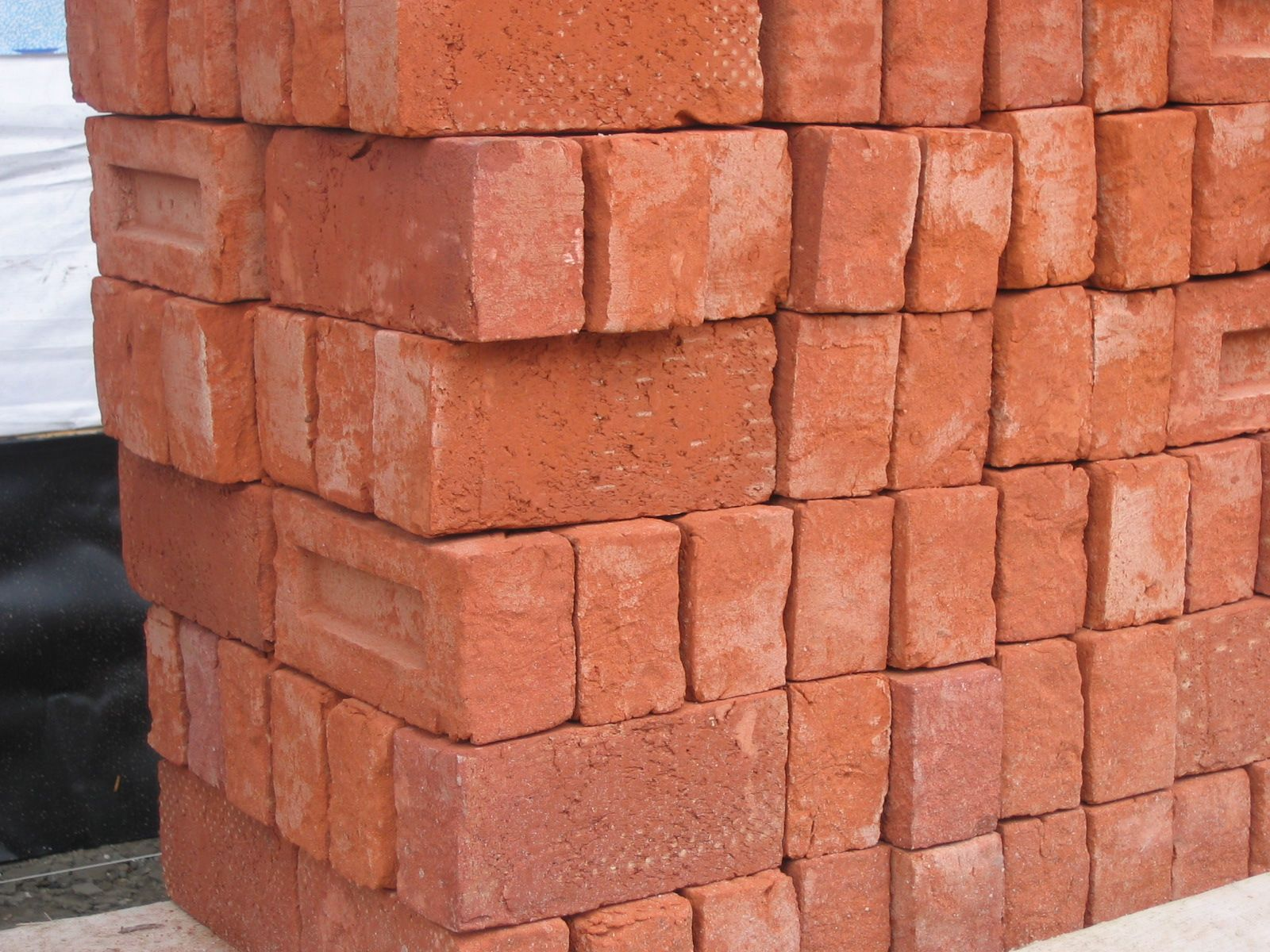
Nach traditionellem Verfahren gefertigte Backsteine zur dekorativen Verwendung als Vormauerziegel in den Niederlanden

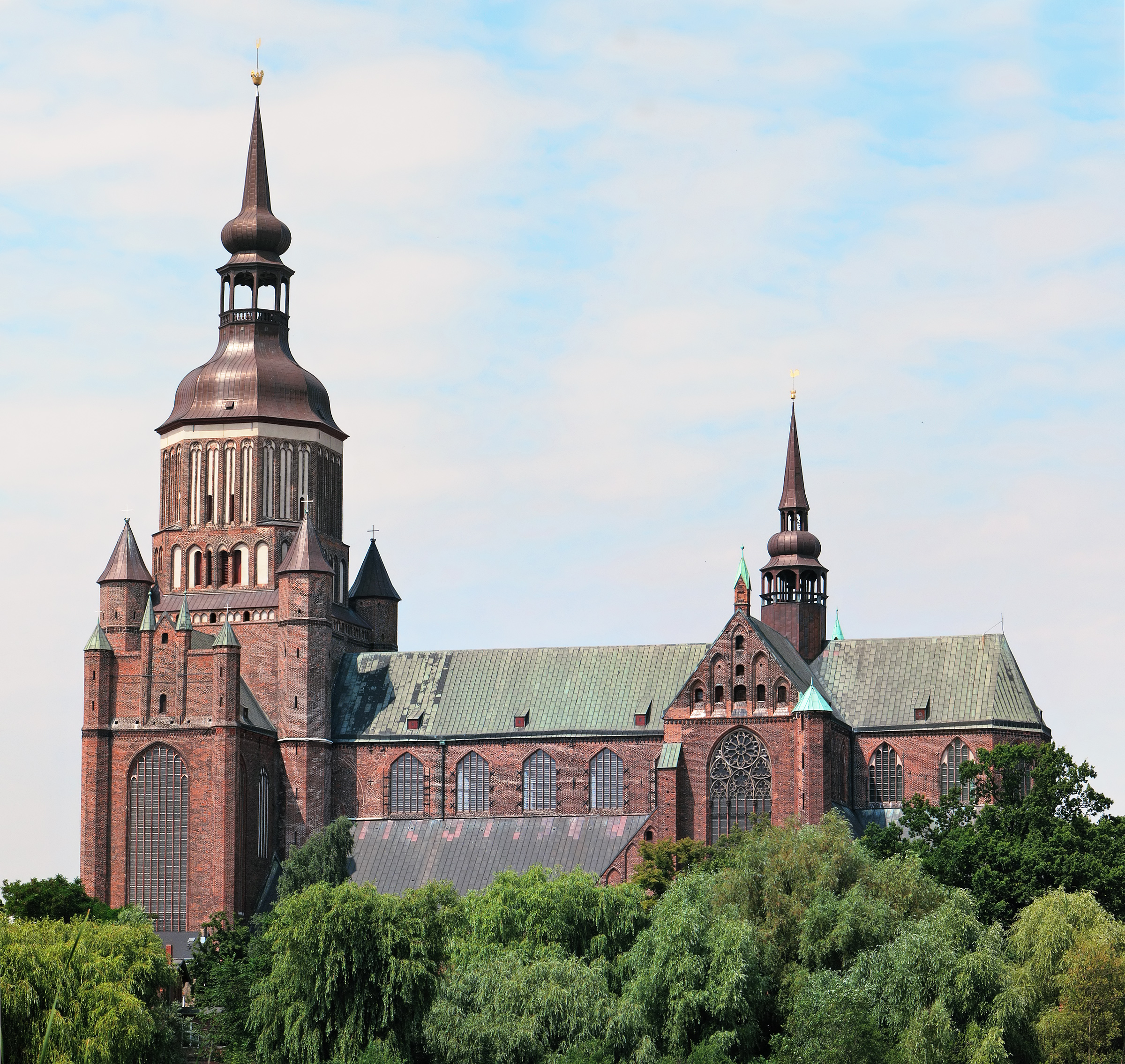
Die St.-Marien-Kirche in Stralsund wurde im Jahr 1298 erstmals erwähnt und war von 1625 bis zur Zerstörung ihrer damals 151 Meter hohen gotischen Spitze durch Blitzschlag 1647 das weltweit höchste Gebäude. Seitdem ist der im Jahre 1500 fertiggestellte Turm der Landshuter Martinskirche mit 130,60 Metern der höchste Backsteinturm der Welt.

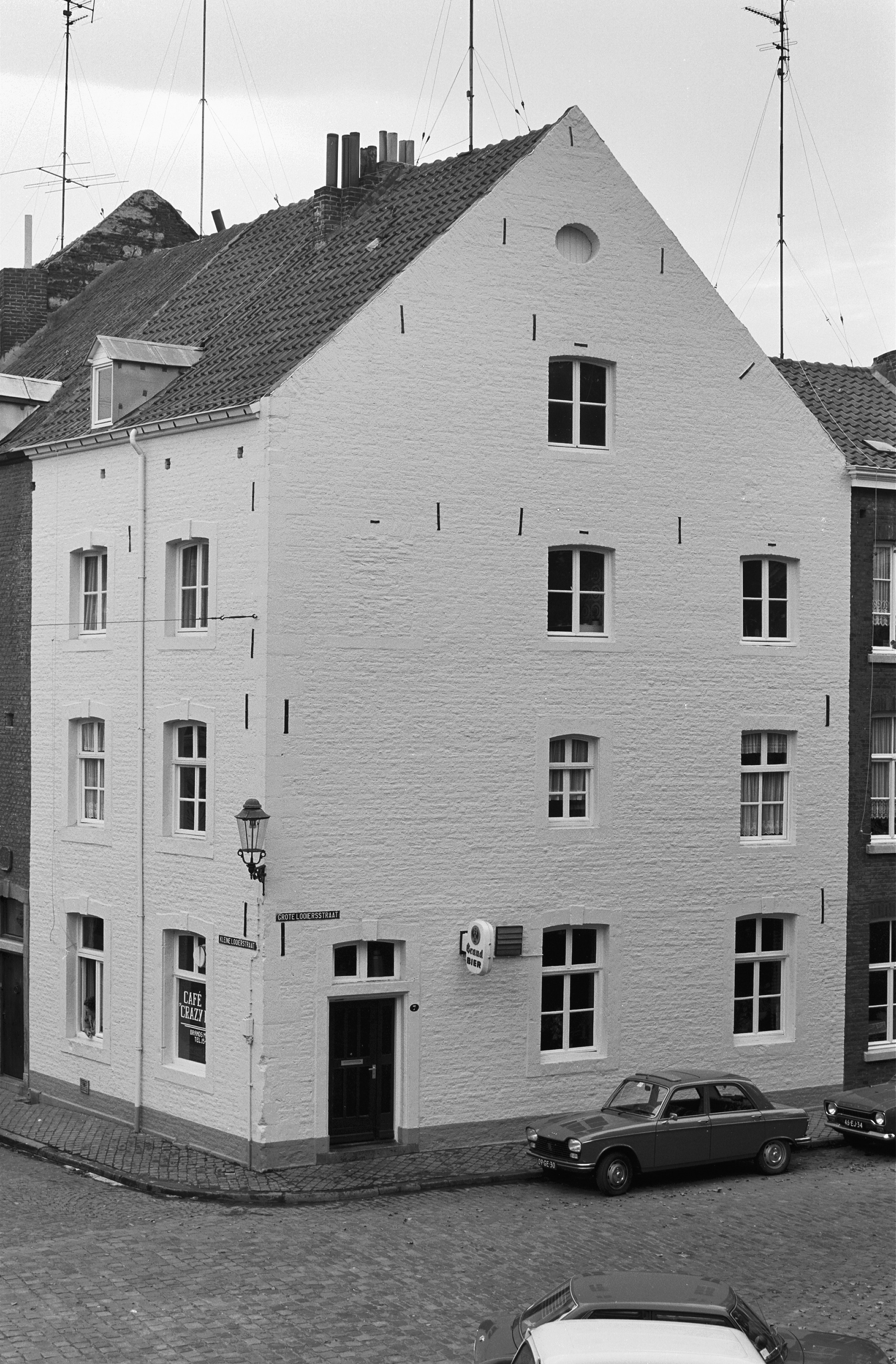
Im küstennahen Tiefland um die Nordsee wird traditionell mit Backstein gebaut. In Dänemark und anderen Ländern ist es üblich, Backsteinfassaden mit einer hellen Kalkputzschlämme zu überziehen – hier ein Gebäude in Belgien.

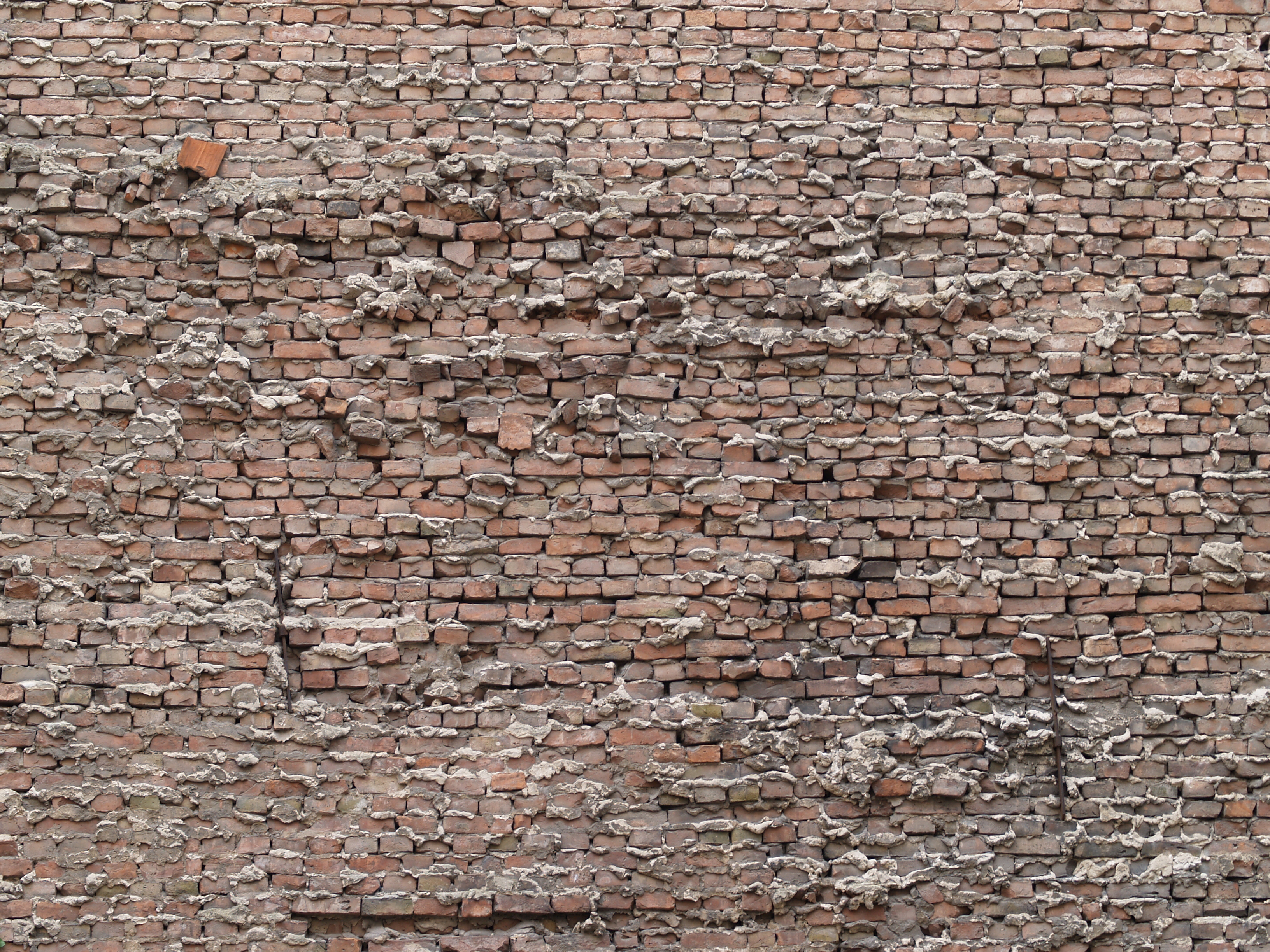
Unverputztes Mauerwerk im unregelmäßigen Verband

Der Mauerziegel, in der Fachsprache kurz Ziegel (von lateinisch tegula „Dachziegel“: von tegere „bedecken“), sinnverwandt Backstein und Ziegelstein genannt, ist ein aus keramischem Material künstlich hergestellter Stein, der im Bauwesen zum Mauerwerksbau genutzt wird.
Die Struktur des Mauerwerks wird durch den Mauerwerksverband und die gliedernden Fugen bestimmt.
Mauerziegel werden in der Regel mit Mauermörtel zum Mauerwerk gefügt.

## Begriffe

### Lehmziegel
Der Lehmziegel ist das älteste vorgefertigte Bauelement. Lehm mit geeignetem Tonanteil wird zu Grünlingen geformt und nach dem Trocknen gebrannt oder ungebrannt als Mauerstein verwendet.

### Backstein
Der Begriff „Backstein“ steht bevorzugt für die mittelalterlichen Bauten, wird aber hauptsächlich im Schweizer Raum für Mauerziegel gebraucht (wo mit Ziegel üblicherweise nur Dachziegel gemeint sind). Auch in Berlin, Hamburg, Sachsen und im Ruhrgebiet wird der Begriff durch den oft stadtbildprägenden Backsteinexpressionismus allgemeiner verwendet. Einfache Backsteine aus Lehm können bei nur 900 °C in Ziegeleien gebrannt („gebacken“) werden. Sie sind mechanisch nicht sehr stabil und offenporig, weshalb sie relativ viel Wasser aufnehmen können. Deshalb werden sie üblicherweise verputzt, um die Wetterfestigkeit zu verbessern. Der aus Ton (statt Wiesenlehm) bei höheren Temperaturen gebrannte „Tonziegel“ ist härter und gilt als beständiger.

### Fehlbrandziegel
Fehlbrandziegel entstehen durch zu kurze oder zu lange Brennzeiten oder falsche Brenntemperaturen. Sie wurden früher als Ausschuss weggeworfen und sind heute für Kunstwerke eher begehrt.

### Feldbrandziegel
Feldbrandziegel sind vorindustrielle, handgeformte Ziegel, die ohne festen Ofen in einem eigens errichteten Meiler durch Verfeuerung von Holz oder Kohle gebrannt wurden. Die in Europa bis zu Beginn des 20. Jahrhunderts hergestellten Feldbrandziegel werden heute aus Altbeständen vornehmlich bei der Restaurierung historischer Gebäude verwendet.

### Terrakotta
Terrakotten sind dekorativ gestaltete Ziegelelemente, die erheblich größer als die traditionellen (Form-)Ziegel sein können. Der Begriff Terrakotta ist nicht genau definiert, gelegentlich wird nach der Qualität des verwendeten Tons unterschieden. In Architektur- und Kunstgeschichte unterscheiden sich Terrakotten und Ziegel meist nur durch Maß und Form.

### Sonderziegel
Handgeformte Ziegel werden insbesondere für Restaurierungen angefertigt.
Lochziegel wurden ursprünglich als Hohlziegel für das römische Hypokaustum verwendet. Die um die Jahrhundertwende üblichen Langlochziegel werden heute nicht mehr verwendet. Aus Hourdis (Tonhohlplatten) werden leichte Trennwände hergestellt.
Füllziegel, Schalungsziegel und Mauertafelziegel (Schalungssteine) werden wie Betonhohlblocksteine meist ohne Mörtel versetzt und anschließend mit Beton hintergossen.

### Hintermauerziegel
Hintermauerziegel sind weniger druckfest als Vormauerziegel, nicht frostbeständig und besitzen keine besondere Sichtfläche. Heutige Hintermauerziegel werden überwiegend als wärmedämmende Hochlochziegel zur Errichtung von Außenwänden eingesetzt.

### Vormauerziegel
Vormauerziegel werden heißer gebrannt, um Frostbeständigkeit zu erreichen. Sie werden häufig für Sichtmauerwerk eingesetzt und meist nur in kleinen traditionellen Formaten hergestellt.
Vormauersteine werden unterschieden in Vollziegel (VMz), Vollklinker (KMz bzw. KK als Keramikklinker), die jeweils einen Lochanteil von 15 % aufweisen dürfen, sowie Hochlochziegel (VHLz) und Hochlochklinker (HKHLz bzw. KHK als Keramikklinker) mit Lochanteilen bis 70 %.

#### Klinker
Klinker und Keramikklinker sind Vormauerziegel, die nach EN 771-1 und DIN V 105-100 besonderen Anforderungen bezüglich Wasseraufnahme, Säurefestigkeit und mechanischer Widerstandsfähigkeit genügen müssen. Insbesondere die geforderte Druckfestigkeit ist deutlich höher als bei Vormauersteinen allgemein.
Traditionell bestanden Klinker aus „blauem“ Ton, der reicher an Alumosilikaten ist. Sie werden bei rund 1200 °C gebrannt. Durch die starke Versinterung nehmen sie besonders wenig Wasser auf. Sie werden meist unverputzt oder als Pflaster-Klinker eingesetzt. Abhängig vom Eisengehalt haben sie gelbe über rote bis braune Nuancen. Die mögliche Brenntemperatur ist vom Ausgangsmaterial abhängig, da der Rohling zwar sintern, aber nicht formverändernd weich werden darf.

#### Blendziegel
Regional Blendstein oder Verblender genannt, wurden Blendziegel vorwiegend im 19. Jahrhundert an Fassaden zur Verkleidung von Mauerwerk angebracht. Es sind Klinker mit glatter Oberfläche in einer geometrisch sehr genauen rechteckigen Form, so dass die Fugen sehr schmal und genau angelegt werden können. Besonders in Großstädten wie Berlin, Leipzig, Halle und Dresden wurden ganze Straßenzüge mit Blendziegeln versehen. Im Norddeutschland und im Münsterland wurden hingegen eher handgestrichene Ziegel verwendet.
Heute verwendet man eher Riemchen (Flachverblender), um tragendes Mauerwerk oder Dämmschichten repräsentativ zu verkleiden.

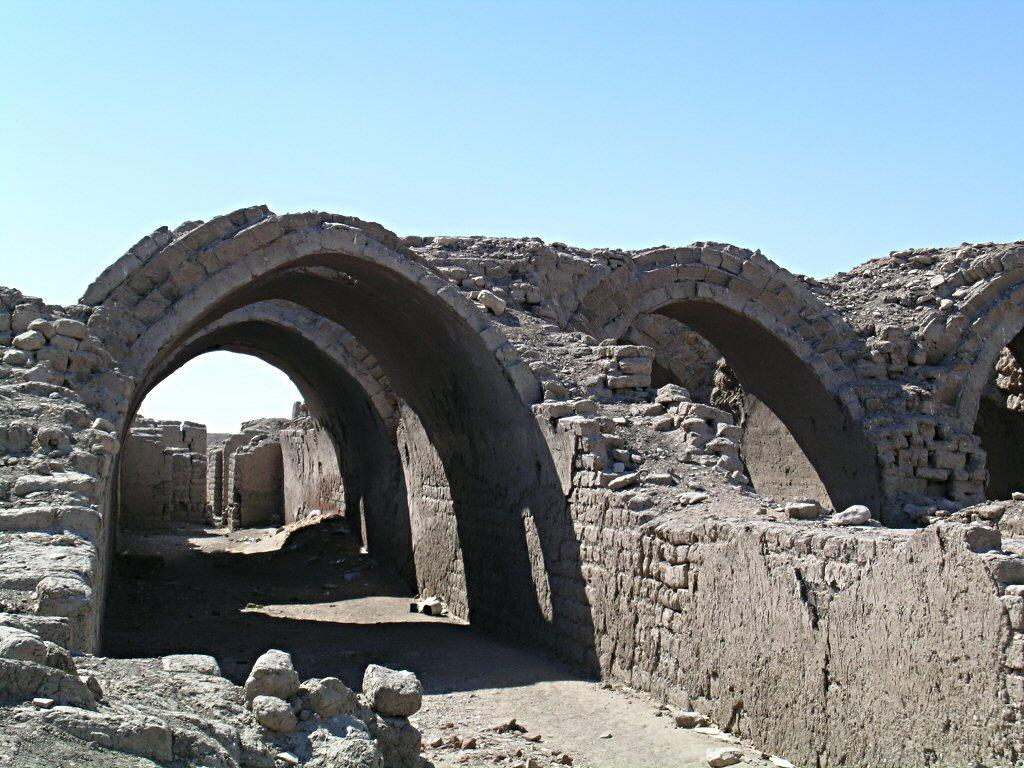
Tonnengewölbe mit Kettenbogen-Querschnitt aus luftgetrockneten Lehmziegeln, Lagerräume des Ramesseums in Luxor, 13. Jh. v. Chr.

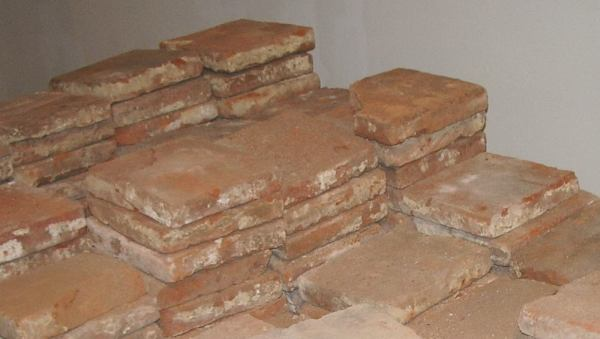
Römische Bodenplatten

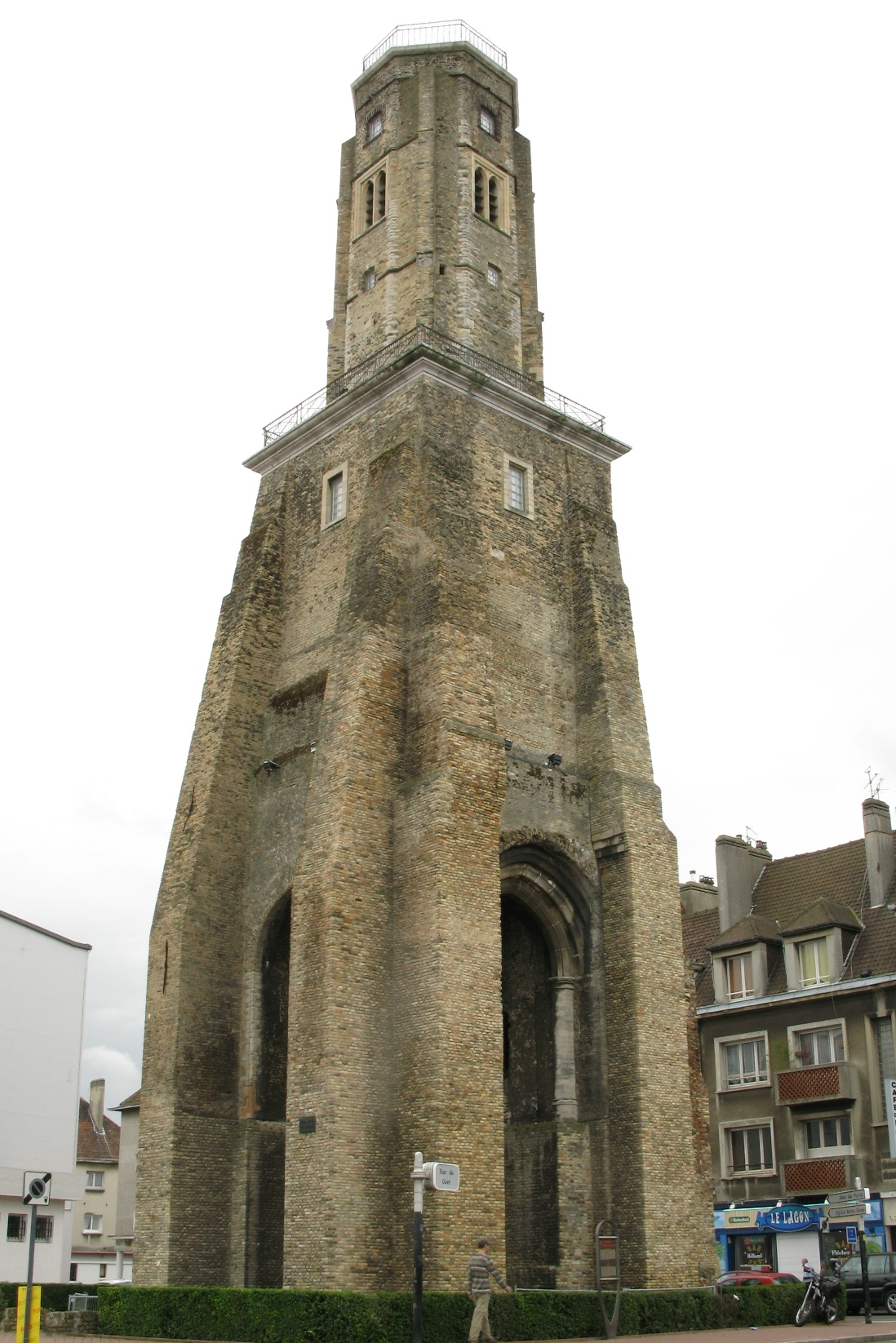
Aus stark gemagertem brique de sable: Tour du Guet (Wachturm) in Calais

## Geschichte

### Frühe Hochkulturen
Lehmziegel gehören neben Holz, Bruchsteinen, Pflanzenfasern und -blättern zu den ersten in den frühen Siedlungen der Jungsteinzeit (etwa 8000 bis 6000 v. Chr.) verwendeten Baumaterialien. Die ältesten Ziegel wurden 1952 bei archäologischen Grabungen in Jericho (7500 v. Chr.) gefunden.
Die Technik des Brennens von Ton für Gefäße war in der Jungsteinzeit bekannt, wurde aber im Gegensatz zum Kalkbrennen nicht für Baumaterial eingesetzt.
Die ersten Lehmziegel wurden in der Art von Lehmbroten frei mit der Hand geformt. Ziegel mit glatt gestrichenen Seiten sind etwa seit 6300 v. Chr. aus Mesopotamien bekannt. Zwischen 5900 und 5300 v. Chr. setzte sich hier die Verwendung von Holzformen durch. Zwischen 3100 und 2900 v. Chr. wurde erstmals gebrannter Ton in Ziegelform in größerem Umfang verwendet und die Technik des Glasierens entwickelt und perfektioniert. Das unter Nebukadnezar II. (604 bis 562 v. Chr.) errichtete Ischtar-Tor zeigt den in babylonischer Zeit erreichten Entwicklungsstand.
Gebrannte Einhandziegel (in den Proportionen von etwa 1:2:4) sind aus der Indus- oder Harappa-Kultur zwischen 2800 und 2200 v. Chr. bekannt.
Im 2. Buch Mose der Bibel wird aus dieser Zeit die körperliche Anstrengung bei der Ziegelherstellung beschrieben: „(Die Ägypter) … machten ihnen ihr Leben sauer mit schwerer Arbeit in Ton und Ziegeln …“.(1,14 )

### Frühe chinesische Backsteinarchitektur
In China wurden Backsteine ab etwa 1000 v. Chr. verwendet. Typisch für chinesische Backsteinbauten war der Verzicht auf Mörtel, der durch eine große Maßhaltigkeit der hergestellten Ziegel möglich war, und die Errichtung von Hohlmauerwerken, die mit Schutt ausgefüllt wurden.

### Antike und Spätantike
Für die Architektur im Römischen Reich hatte der gebrannte Ziegel eine zunehmende und schließlich große Bedeutung. Durch die Römer wurde das Bauen mit gebrannten Ziegeln im ganzen Römischen Reich verbreitet. Typisch für den römischen Backstein sind dünne Ziegel.
Die umfangreiche Verwendung von gebrannten Ziegeln für Mauerwerk setzte im 1. Jahrhundert v. Chr. ein, war aber beispielsweise in der Stadt Rom bis in die Zeit der Regierung des Augustus (27 v. Chr. bis 14 n. Chr.) überhaupt nicht nachzuweisen. Wohl deshalb nahm die Beschreibung der Technik des Bauens mit getrockneten und gebrannten Ziegeln bei Vitruv nur geringen Raum ein. Bis 100 n. Chr. war die Technik bereits durch die Römischen Legionen, die überall Ziegeleien errichteten, im ganzen Reich verbreitet. Bis in diese Zeit wurden Backsteinmauern regelmäßig verputzt oder verkleidet. Im 2. Jahrhundert wurden Ziegel oft als dekorative Oberfläche verwendet und ersetzten Tuffsteine und andere Steine als Verkleidung für die von den Römern erfundenen Betonmauern (lat.: opus caementicium). Einzelne in die Verblendung des Gussmauerwerks eingefügte Ziegellagen werden als Ziegeldurchschuss bezeichnet. Ende des 2. Jahrhunderts endete die Blütezeit des Backsteinbaus in Rom wieder.
Der Bau der Konstantinbasilika in Trier ist ein Beispiel für einen großen Backsteinbau im Gebiet von Deutschland. Die Ziegel waren ursprünglich außen verputzt und innen mit Marmor verkleidet.
Im Byzantinischen Reich und im Westen des Römischen Reichs wurde der Ziegelsteinbau weiterentwickelt. So ist die Hagia Sophia in Konstantinopel (gebaut 532 bis 537 n. Chr.) vollständig aus Ziegeln erbaut. Typisch für den byzantinischen Backsteinbau sind sehr dünne Ziegel und Fugen, deren Dicke die Ziegel teils noch übertrifft. Im Weströmischen Reich finden sich herausragende Beispiele für Backsteinarchitektur wie insbesondere die Kirche San Vitale in Ravenna.

### Mittelalter
Während die Tradition des Backsteinbaus in Italien seit den Römern ungebrochen fortgesetzt wurde, verschwand der Backstein in Nordeuropa mit dem Ende des Römischen Reichs völlig. Er wurde im 12. Jahrhundert durch Mönche wieder eingeführt und verbreitete sich wegen der besseren Maßhaltigkeit gegenüber Naturstein im Präsentalbau. Der Dom zu Roskilde und die um 1160 begonnene Marienkirche in Kalundborg in Dänemark sind frühe Beispiele.
Die Blütezeit dekorativen Bauens mit Formziegeln war die Backsteingotik, verbreitet vor allem im Gebiet der Hanse und des Deutschen Ordens (Norddeutsche Backsteingotik), aber nicht minder in den Niederlanden und Flandern bis an die Straße von Dover. Das prägende Vorbild für den Ostseeraum war die Marienkirche in Lübeck, die das höchste Backsteingewölbe der Welt besitzt. Erwähnenswert ist das Kloster Chorin bei Eberswalde oder die Marienburg. Aus welchen Gründen die Backsteintechnik im 12. Jahrhundert wieder aufkam, ist nicht abschließend geklärt. Jedenfalls spielt die schlechte Verfügbarkeit von Natursteinen eine wichtige Rolle. Ein weiterer Grund ist die Verfügbarkeit des Ausgangsmaterials. Allerdings war in Teilen des Verbreitungsgebietes Backstein teurer als Feldstein. Und im Krakauer Wawel stehen gotische Backsteinbauten auf einem Kalkfelsen. Ein Nischenprodukt waren die Buchstabenziegel zur Dekoration von Fußböden.
Ein Beispiel für Backsteingotik außerhalb des nördlichen Verbreitungsgebiets ist die Kathedrale von Albi in Frankreich.

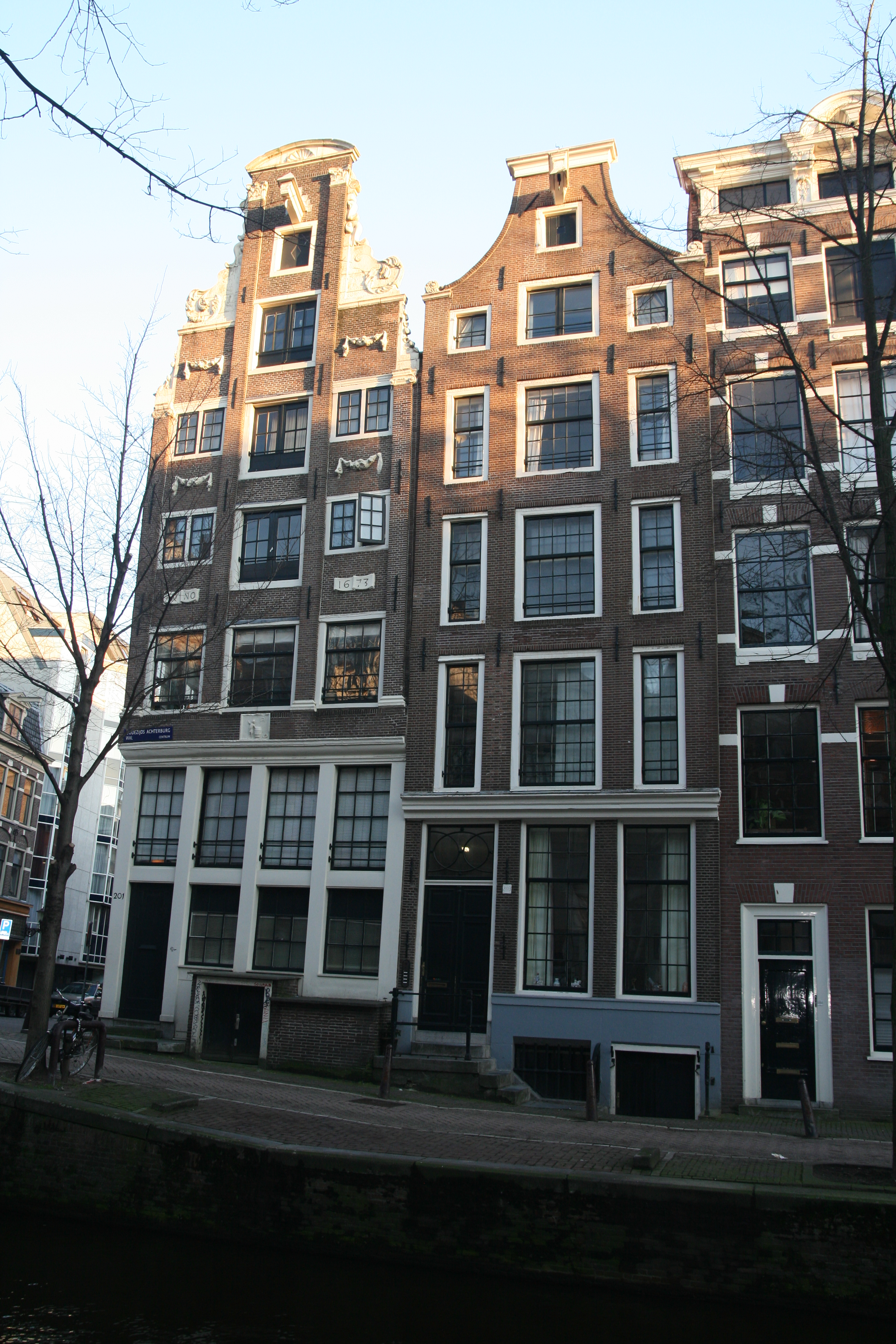
Giebelhäuser in Amsterdam, um 1670

### Renaissance und Barock
In der Renaissance und im Barock nahm die Verwendung von Sichtmauerwerk aus Ziegel in manchen Regionen ab, in manchen aber zu. Die bürgerlichen Backsteingiebel der Niederlande und der norddeutschen Hansestädte sind großenteils Werke der Renaissance. In Frankreich leitete der noch gerade der Gotik angehörende Flügel Ludwigs XII. des Schlosses Blois eine Mode des brique-et-pierre, also der Kombination von Backstein und Werkstein ein, die sich auch in Gegenden findet, wo bis dahin kein einziger repräsentativer Backsteinbau stand. Der erste große Backsteinbau der Stadt Köln war das 1594–1606 errichtete Zeughaus, heute Kölnisches Stadtmuseum. In Münster, dessen mittelalterliche Bauten aus Baumberger Sandstein errichtet worden waren, entstanden in der Barockzeit 1753–1757 der Erbdrostenhof und 1767–1787 das fürstbischöfliche Schloss aus Backstein.
Insgesamt verbreitete sich der Ziegel als Baumaterial anstelle von Haustein und von lehmgefülltem Fachwerk in immer größeren Regionen, andererseits wurde er zunehmend mit Putz oder Stuck bedeckt (überschlämmt wurde er schon vorher oft). Unter der Verblendung war Backstein wahrscheinlich nicht nur in Italien der am häufigsten verwendete Baustoff jener Zeit, weil die Herstellung von Backsteinen billiger als der Transport und das Behauen von Steinen war. Zudem sind Backsteine leichter als die meisten Natursteine. Deshalb baute Brunelleschi die Kuppel des Doms von Florenz aus Backsteinen.
In England hatte Backsteinarchitektur mit Sichtmauerwerk erst um 1450 im spätgotischen Tudorstil begonnen und erlebte bis 1650 eine Blütezeit.
In London durften nach dem großen Brand von 1666 nur noch Stein- und Backsteinbauten errichtet werden. Backsteine dominierten wegen des geringeren Preises.
Seit dem Ende des Mittelalters wurden die Fächer von Fachwerkhäusern zunehmend mit Mauerziegeln gefüllt.
Während in Europa die Gotik zu Ende ging, begann 1493 unter Kaiser Hongzhi der Bau der Ming-Mauer, der dritten Chinesische Mauer, die zu großen Teilen aus Backsteinen errichtet wurde.

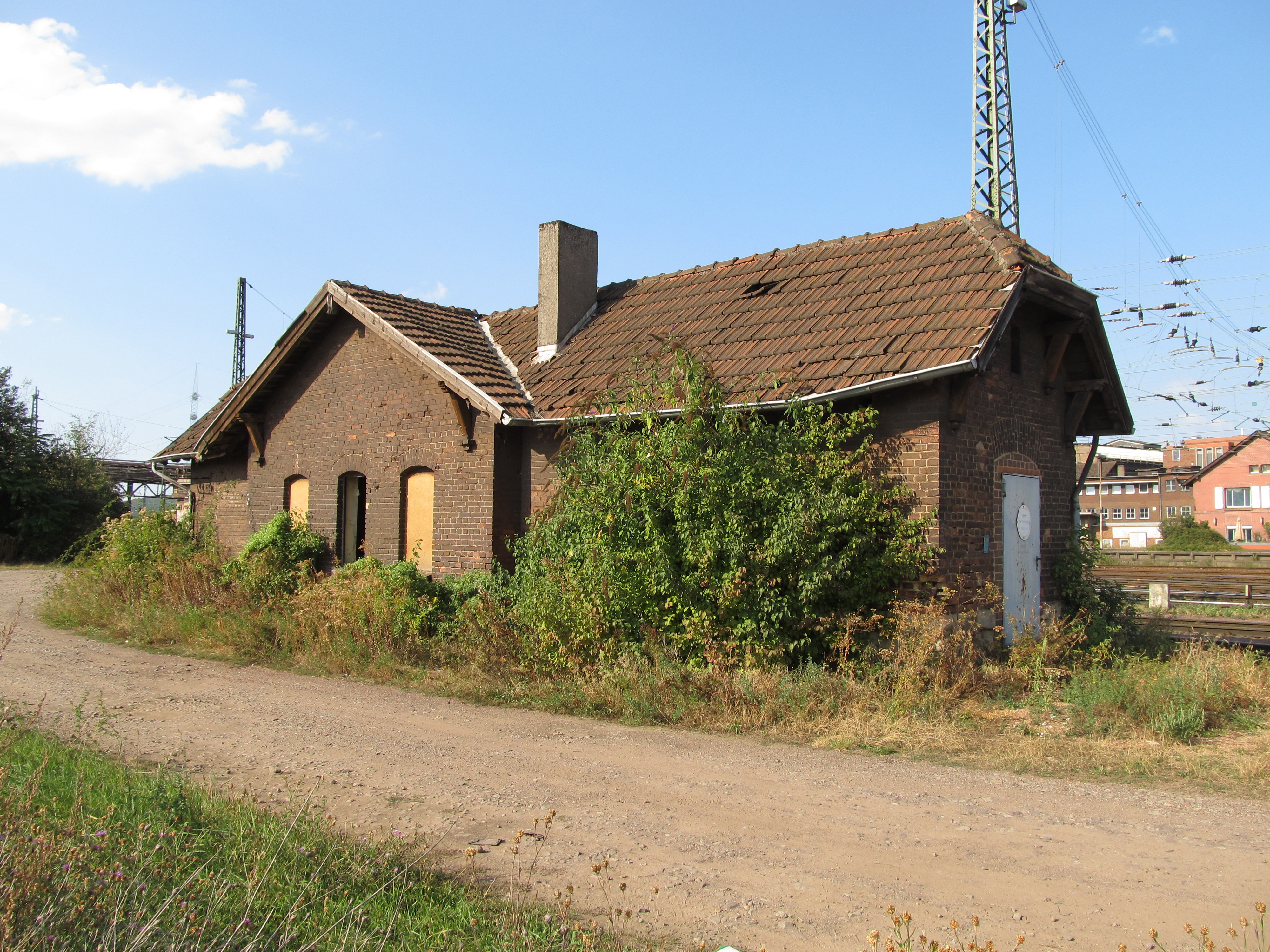
Güterbahnhof (Völklingen, Saarland)

### 19. Jahrhundert
Im 19. Jahrhundert wurde Sichtbackstein gerne für Fabrik- und Bahnhofsgebäude verwendet, weit über das traditionelle Verbreitungsgebiet hinaus. Sehr große Verbreitung fanden Backsteinbauten in Norddeutschland wieder in der Backstein-Neogotik. Traditionsgebunden wurden vielstöckige Mietskasernen in Berlin mit Niederlausitzer Klinkern errichtet, aber auch Mauerziegeln von der Oberhavel. Dort gibt es heute das Freilichtmuseum Ziegeleipark Mildenberg. In Gegenden ohne Backsteintradition wurde im 19. Jahrhundert der verputzte Ziegelbau zur Standardbauweise. Für einige große Tiefbauprojekte verwendete man hart gebrannte Klinker, die Göltzschtalbrücke ist noch die größte Ziegelbrücke der Welt. Sie wurde aus Klinkern errichtet, um Tragfähigkeit und Wetterfestigkeit zu erreichen.

### 20. Jahrhundert

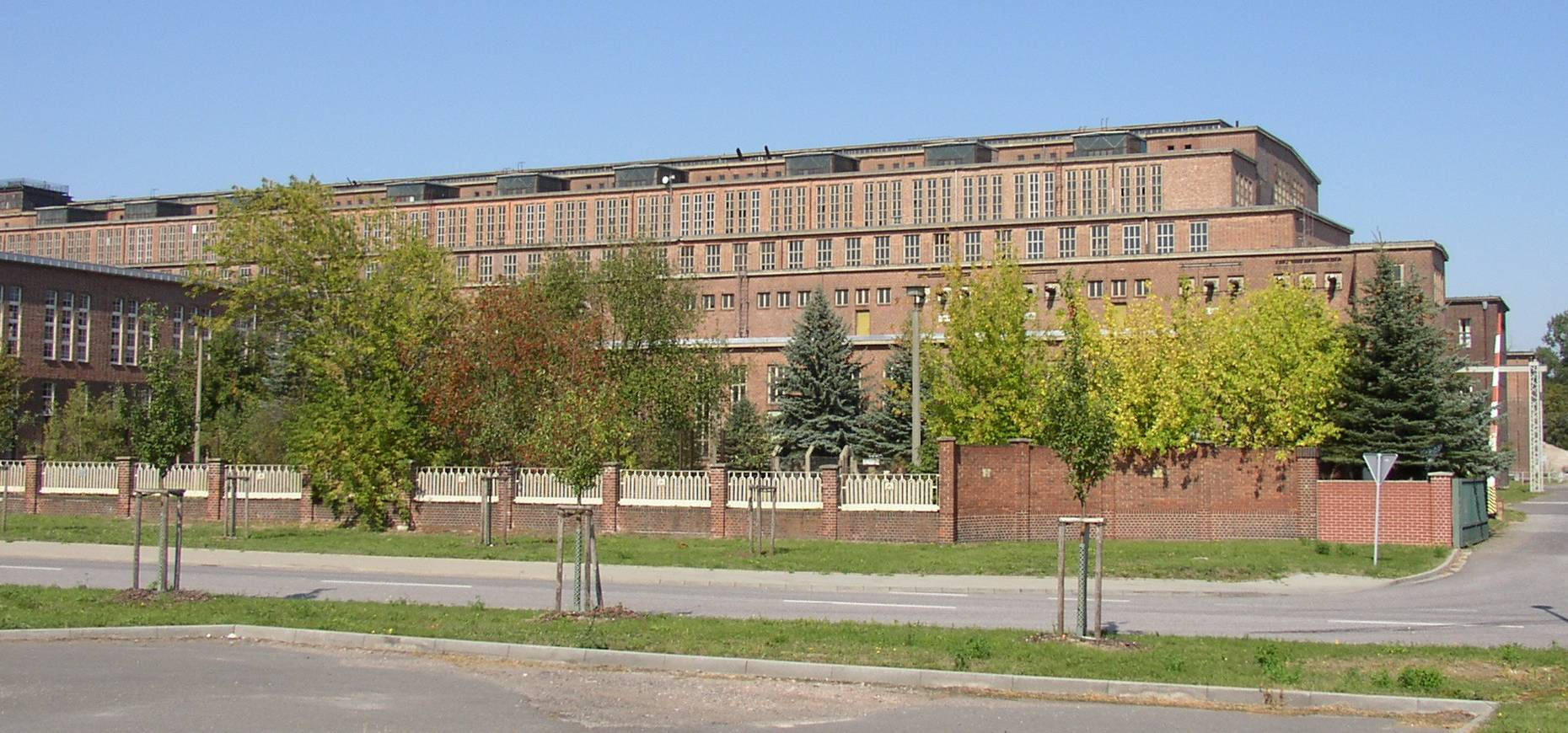
Industriearchitektur mit Klinkerfassade (ehemaliges Kraftwerk Vockerode)

Stahl, Beton und Glas lösten in den Industrieländern aus ökonomischen und konstruktiven Gründen gleichermaßen Ziegel und Haustein als Baumaterialien ab, weil sie ein günstigeres Verhältnis von Belastbarkeit und Eigengewicht haben. Backsteinexpressionismus und Heimatschutzarchitektur setzten die Tradition des Backsteinbaus im 20. Jahrhundert aber nicht nur in Norddeutschland fort. Bedeutende Industriebauten (Kraftwerke, Stahlwerke, Kokereien) wurden noch in der Mitte des 20. Jahrhunderts aus Ziegeln errichtet oder zumindest mit Klinkern verkleidet. Der Berliner Dom ruht auf einem Fundament aus Pfeilern von Ziegeln.

### 21. Jahrhundert
Ziegel bleibt auch im 21. Jahrhundert der häufigste Baustoff im Neubausektor.

## Außereuropäische Kulturen

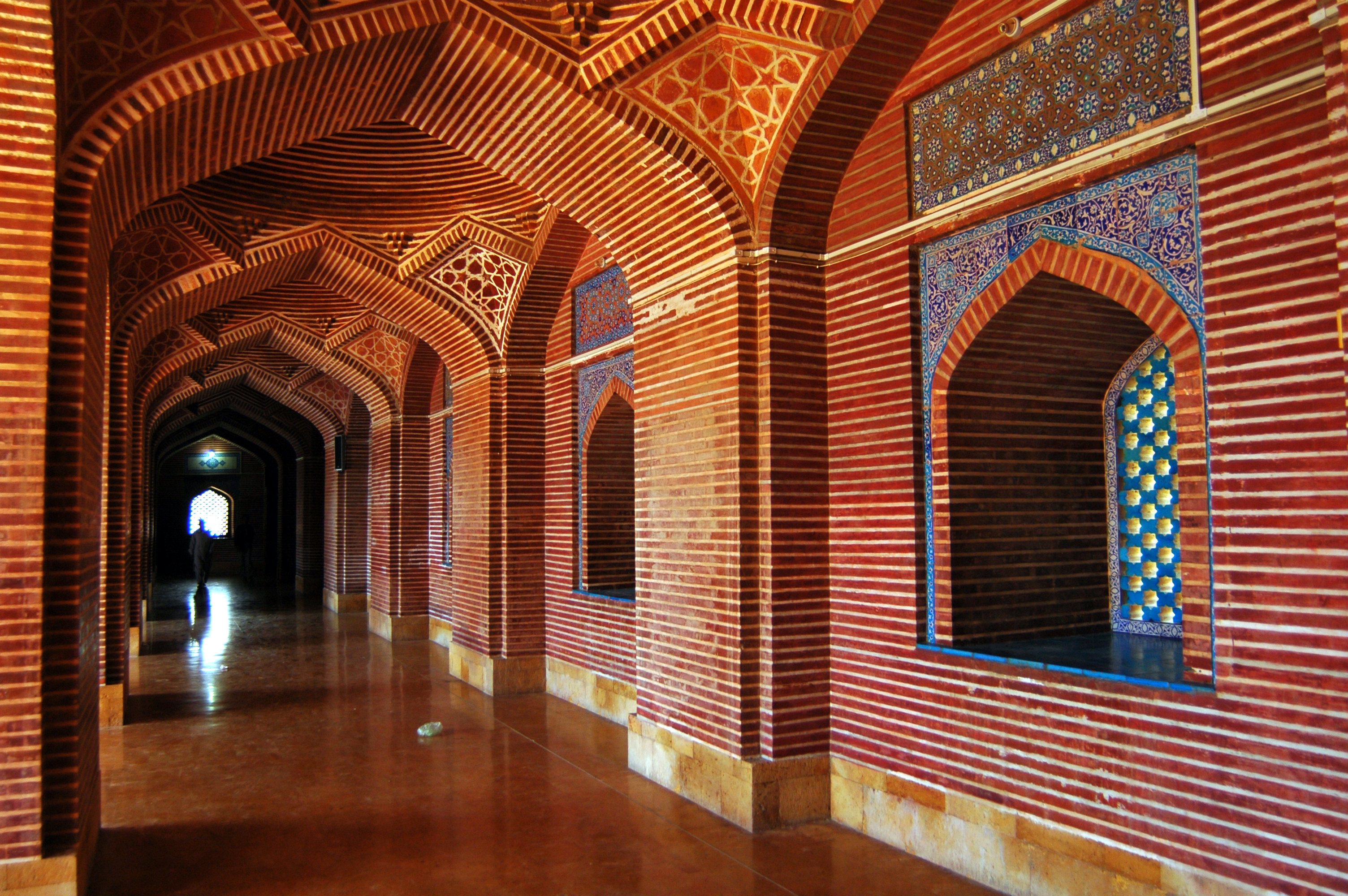
Die Shah-Jahan-Moschee in Thatta (Pakistan) ist der einzige Bau der Mogul-Architektur mit Sichtmauerwerk aus Ziegelsteinen.

Außerhalb des europäischen Kulturkreises gibt es eine umfangreiche Backsteinarchitektur bei islamischen Bauten in steinarmen Regionen (wie beim Samaniden-Mausoleum in Buchara oder Kherua-Moschee in Bengalen). Außerdem bestehen nahezu alle Bauten der Mogul-Architektur in ihrem Kern aus Ziegelsteinen; das trifft auch für das Taj Mahal zu.
Bei Hindu-Tempeln und bei Bauten in buddhistischer Tradition wurden Mauerziegel im natursteinlosen Schwemmland des Ganges verwendet, die in vielen Fällen verputzt und farbig bemalt wurden. Beispiele finden sich in Bengalen, in Bhitargaon, in Sirpur oder in Bagan (Myanmar/Birma). Auch in entsprechenden Regionen in China wurde mit Ziegeln gebaut. Die im Schwemmland der südlichen mexikanischen Golfküste errichtete Maya-Stätte von Comalcalco ist – als große Ausnahme unter den Maya-Tempeln – ebenfalls aus Ziegelsteinen erbaut, die allerdings mit Stuck verkleidet und anschließend farbig gestrichen wurden.
Der heutige US-Staat Texas wurde von den spanischen Conquistadoren nach den Adobe-Bauten der indigenen Einwohner benannt, in der damaligen Schreibweise von spanisch: tejas, dem Plural von teja = Ziegel.

## Herstellung

### Traditionelle Herstellung

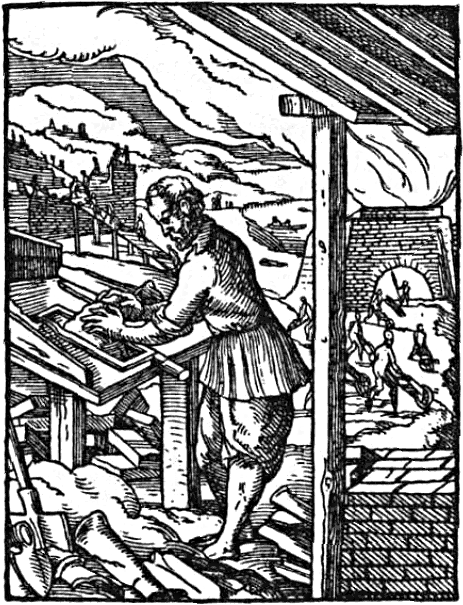
Ziegelstein-Herstellung (um 1568)

Das Ausgangsmaterial Lehm oder Ton wird zunächst einige Wochen in Wasser gelöst oder über den Winter bei mehrmaliger Wasserzugabe im Freien ausgebreitet gelagert und durchgefroren. Durch dieses „Ausfrieren“ wird der Ton feinkrümelig. Diese Arbeitsschritte erfolgen immer noch für Qualitätsprodukte, Ton wird in großen Bassins waagerecht eingetragen und senkrecht abgebaggert. Bei diesem „Mauken“ gleicht sich die Feuchte aus, es entweichen Gase, die beim Brennen den Ziegel sprengen könnten und das Material wird dadurch vermischt. Danach wird der Lehm von festen oder organischen Bestandteilen gereinigt, fallweise wird noch Sand oder Ton beigesetzt und schließlich wird die Masse in einen oben und unten offenen Formrahmen oder einen nur oben offenen Kasten gepresst (Ziegelmodel), was traditionell ab dem Monat Mai erfolgte. Teilweise sind in diesen Formen Ziegelzeichen aufgebracht. Überstehendes Material wird abgestrichen und die Form gestürzt – dies ergibt die Handstrichziegel. Als sichtbares Merkmal weisen sie typische Quetschfalten auf. (Diese Verarbeitung wird noch bei kulturhistorisch bedeutsamen Restaurierungen genutzt.) Die Ziegel werden mehrere Wochen luftgetrocknet, in Gegenden, wo mit Regen zu rechnen ist, in einem luftigen Trockenschuppen. In küstennahen Regionen ist ein geschlossener Trockenschuppen nötig, da der nahezu beständig herrschende Wind die Ziegel zu schnell trocknen und somit brechen lassen würde. Ungebrannte Ziegel wurden im 18. und 19. Jahrhundert Luftsteine, zu schwach gebrannte Bleichsteine genannt.
Zum Brennen werden die Formziegel abwechselnd mit Kohle in einem Meiler aufgeschichtet. Der Meiler wird abschließend mit Lehm und Ziegeln minderer Qualität bedeckt. Der folgende Brennvorgang benötigt etwa 14 Tage, wobei die Ziegel nur etwa drei Tage einer Temperatur von 600–900 °C ausgesetzt sind. Die restliche Zeit dient zum Aufwärmen und Abkühlen, bei dem die fertig gebrannten Ziegel nicht zerspringen dürfen. Bei einem Meilerofen ist die Qualität der Ziegel sehr unterschiedlich, ein Drittel ist mit zu hoher Temperatur gebrannt und neigt zum Splittern, ein Drittel ist mit zu niedrigerer Temperatur gebrannt und verwittert rascher. Oft waren einzelne Ziegel nur zur Hälfte von guter Qualität und somit bedingt brauchbar. Die gebrannten Ziegel werden daher nach Qualitäten sortiert. Eine wesentlich bessere Ausbeute wird in Schachtöfen erzielt, die oft mit Kalksteinen ausgemauert sind. Das ist möglich, da solche Lehmbrandziegel nur bei Temperaturen bis maximal 900 °C gebrannt werden können und Kalk erst bei Temperaturen über 900 °C in Branntkalk übergeht. Ein Schachtofen kann unter Anwendung der herkömmlichen Technik in Mitteleuropa etwa fünfmal jährlich beschickt werden.
Im Unterschied zur streichenden Fertigung wurden Ziegel zu Beginn des Mittelalters aus einem Lehmklumpen herausgeschnitten, und danach getrocknet und gebrannt.

Herstellung von Handstrichziegeln bei Dukatole (Maletswai, Südafrika)
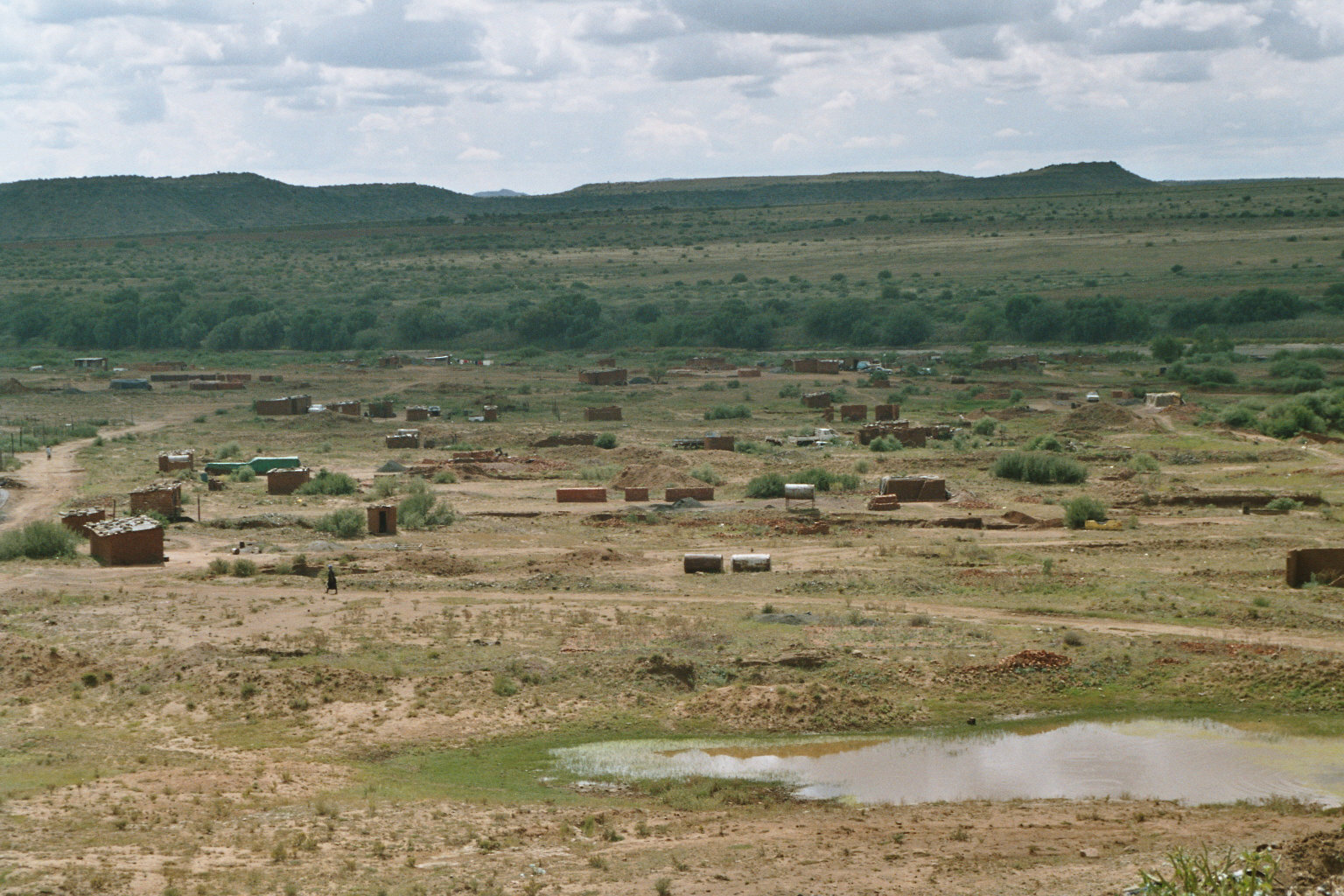
Lehmkuhlen (claims) der Hersteller
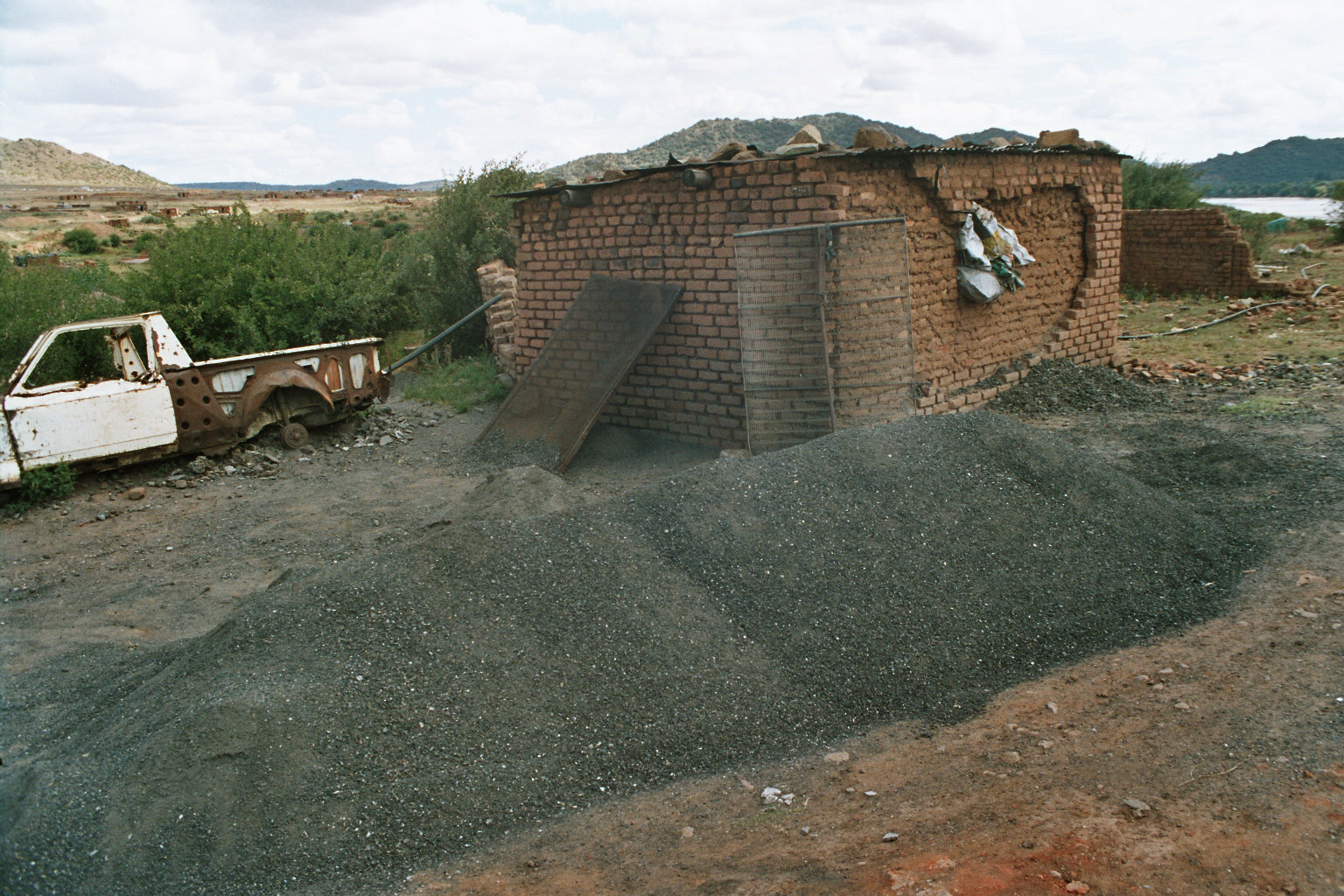
Haus eines Ziegelproduzenten[Anm 1]
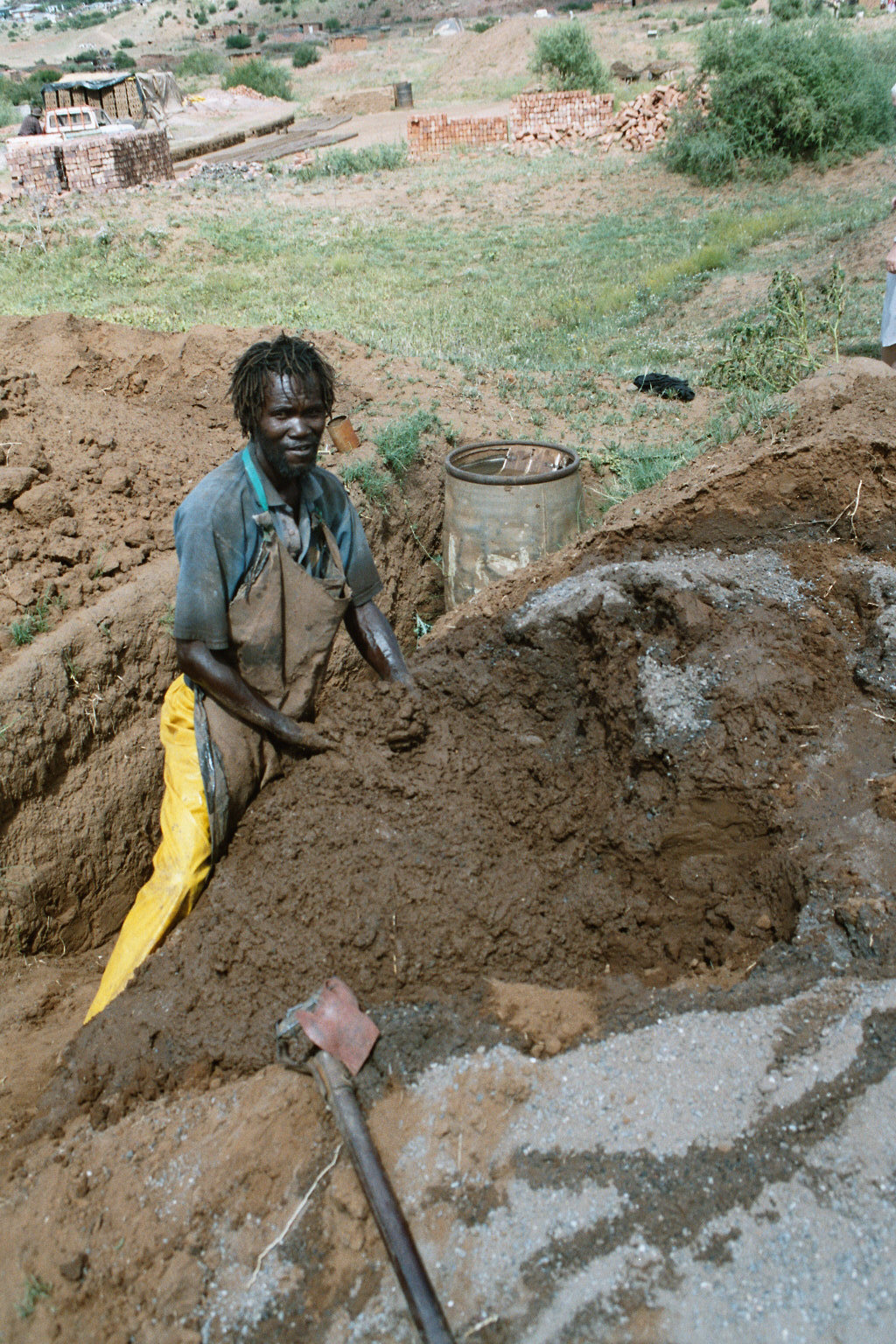
Maischen des Lehms
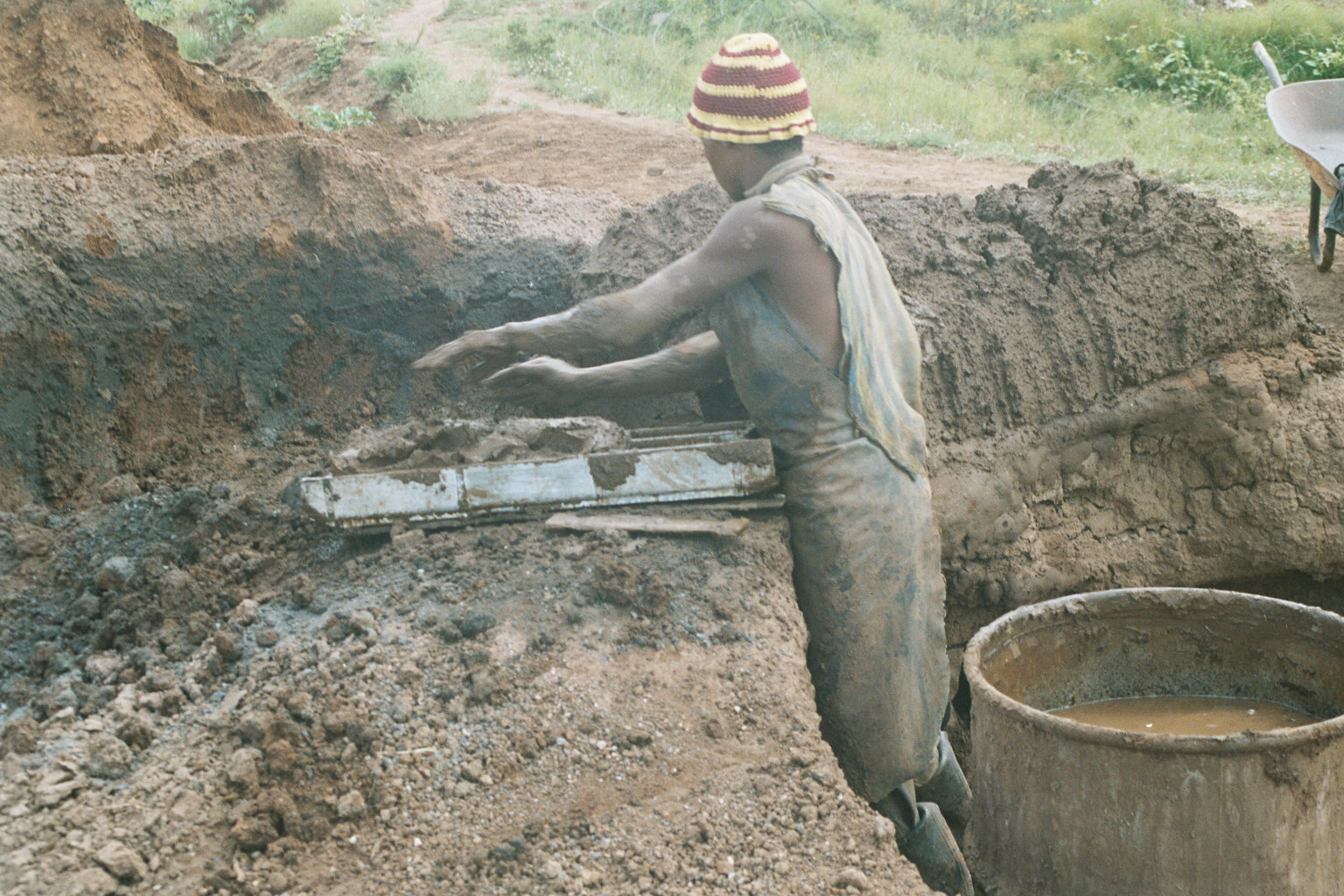
In den Formkasten pressen
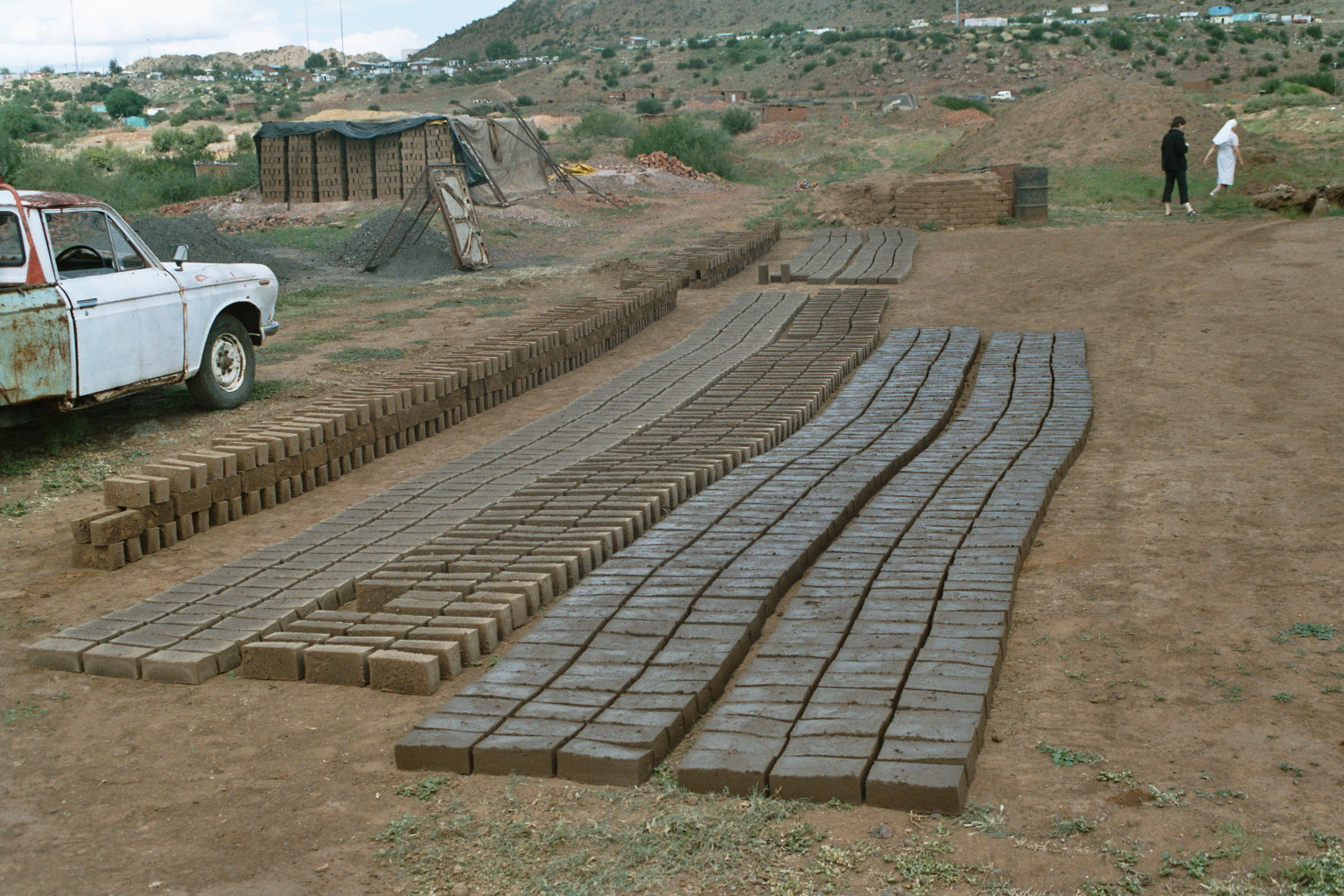
Trocknen der Ziegel
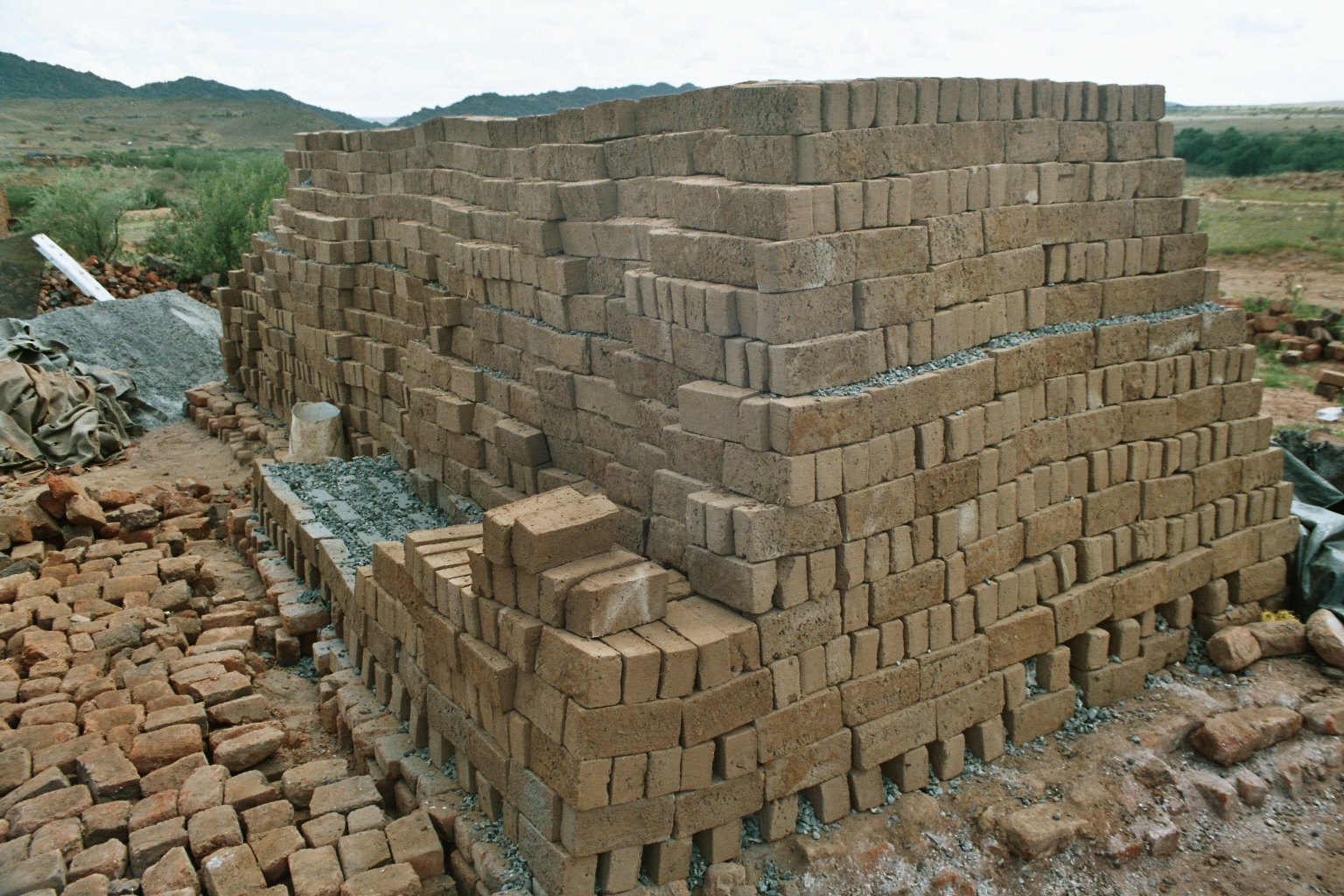
Brennen im Ziegelmeiler
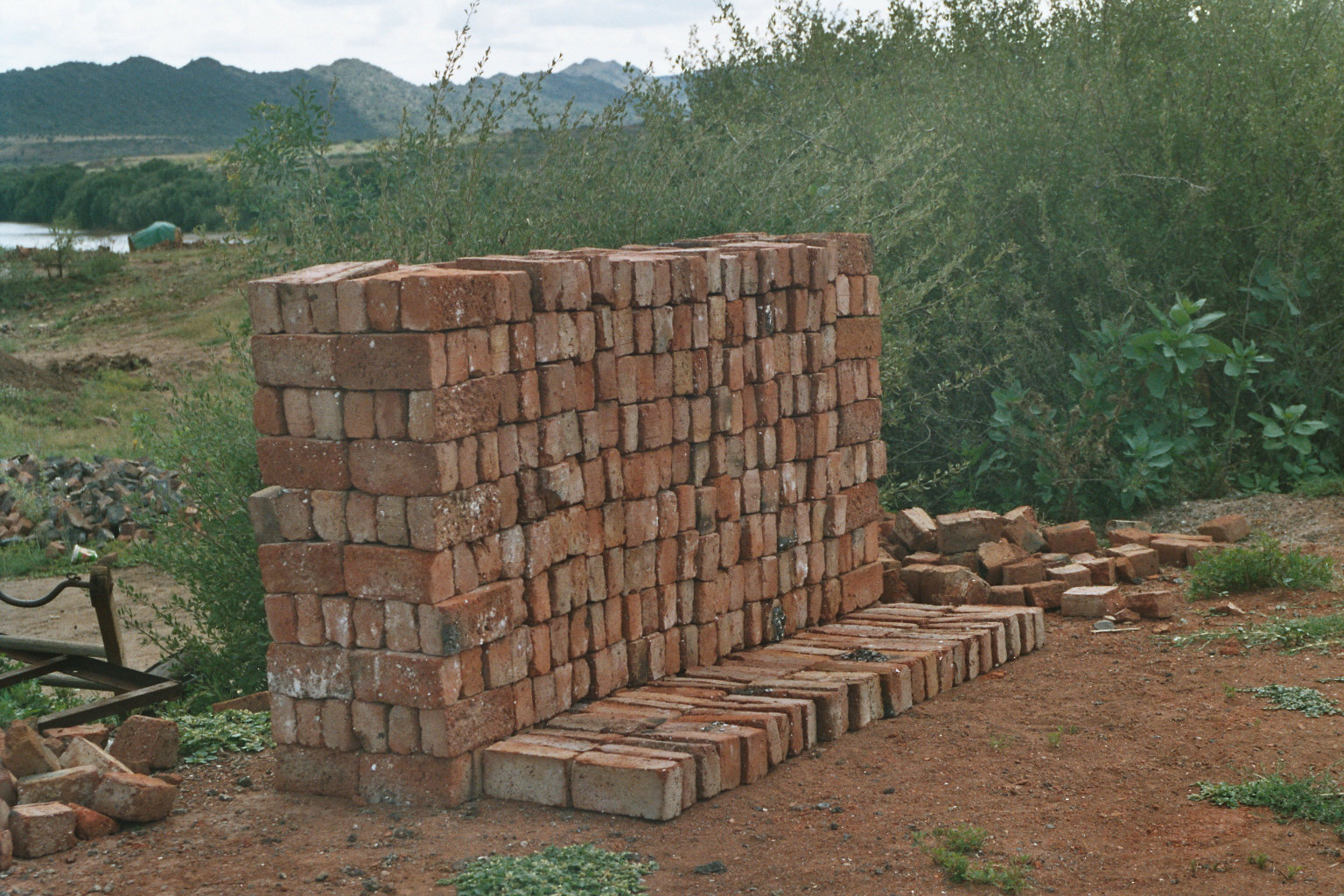
Gebrannt und fertig
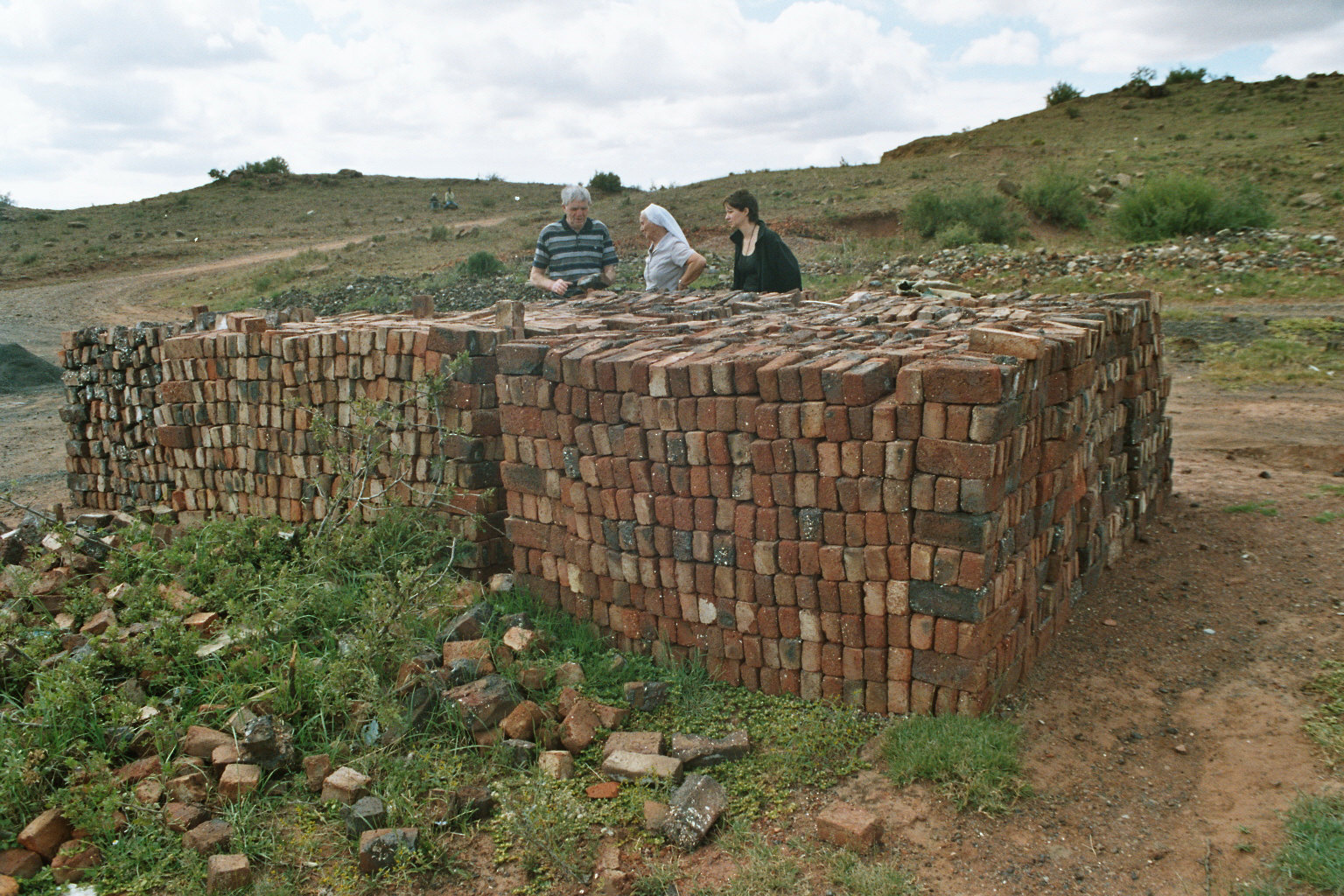
Sortierte Qualitäten

Die Bilderserie zeigt die Herstellungsweise von Handstrichziegeln. Etwa 200 Ziegelhersteller leben in Dukatole von der Herstellung von Ziegeln.

### Industrielle Fertigung

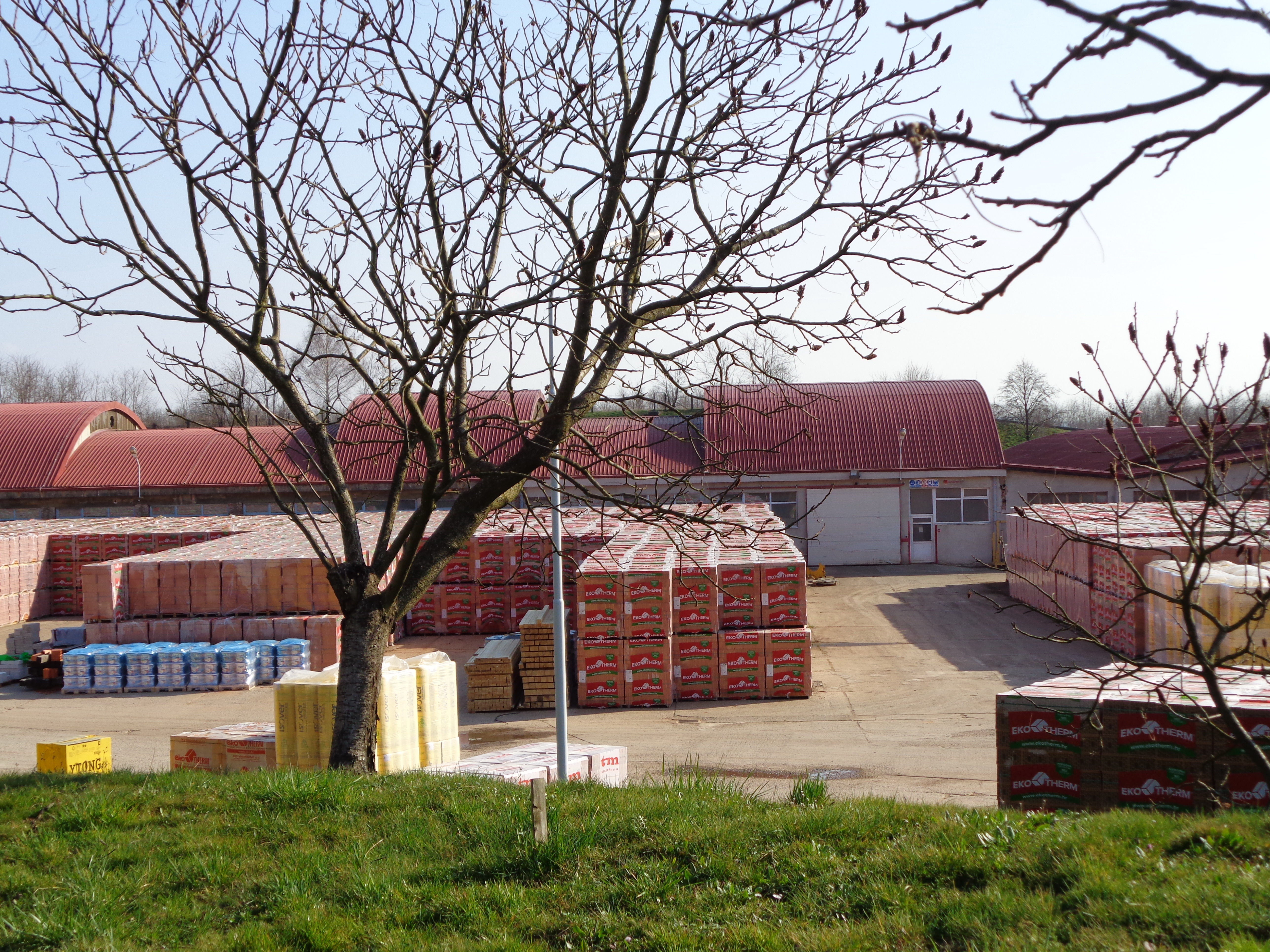
Gelagerte Ziegel in einer Ziegelei

Mit der Industrialisierung wurde bald die Herstellung mechanisiert. Zunächst gab es Maschinen, die das Abstreichen und Formen übernahmen. Erst danach setzte sich ein Verfahren durch, bei dem die Ziegel ihre Form durch Strangpressen erhalten und geschnitten werden. Stranggepresste Ziegel haben eine sehr glatte Oberfläche. Im Strangpressverfahren lassen sich Sonderformen, wie Hohllochziegel, fertigen.
Andere Fortschritte gab es beim Brennen. Zunächst wurde durch die überschlagende Flamme die Temperatur im Meiler gleichmäßiger und damit der Ausschuss oder der Anteil minderer Qualität vermindert. Es kamen Öfen mit Dauerbrand (Ringofen) auf, bei denen in verschiedenen Kammern kontinuierlich gebrannt wurde. Aufwärm- und Abkühlphasen des Gesamtofens entfielen. Tunnelöfen sind allgemein üblich geworden, in denen die Ziegel sich während des Brandes auf Wagen durch den Ofen bewegen, was eine kontinuierliche Beschickung ermöglicht. Im Gegensatz hierzu blieb der Ziegel im Ringofen fest und der Brand wanderte durch die Kammern. Die Neuerungen der Produktion ermöglichten es, die gewaltigen Bauleistungen der Industrialisierung mit den Fabrikhallen, Arbeitersiedlungen, Mietskasernen und repräsentativen Bürgerhäusern zu meistern. Für eine Berliner Mietskaserne wurden mehr als eine Million Ziegel benötigt, der Bau des Anhalter Bahnhofs in Berlin bestand aus 16 Millionen Ziegeln.
Kalksandziegel (oder Sandsteinziegel) sind seit 1855 bekannt und wurden gegen Ende des 19. Jahrhunderts mit Hilfe von patentierten Herstellungsverfahren in großen Mengen hergestellt. Sie wurden aus scharfkantigem kieselsäurehaltigem Sand gefertigt, der möglichst frei von erdigen Bestandteilen, wie Lehm und Humus, sein sollte. Als Kalk kamen Fettkalk (Weißkalk), Magerkalk (Graukalk) oder hydraulischer Kalk (Schwarzkalk) in Betracht. Das Mischungsverhältnis von Kalk zu Sand betrug etwa 1:6.

## Einteilungen
Die Rohdichte von Ziegeln beträgt je nach den Bedingungen beim Brennen zwischen 1,4 und 2,0 kg/dm³.

### Härtungsmethode

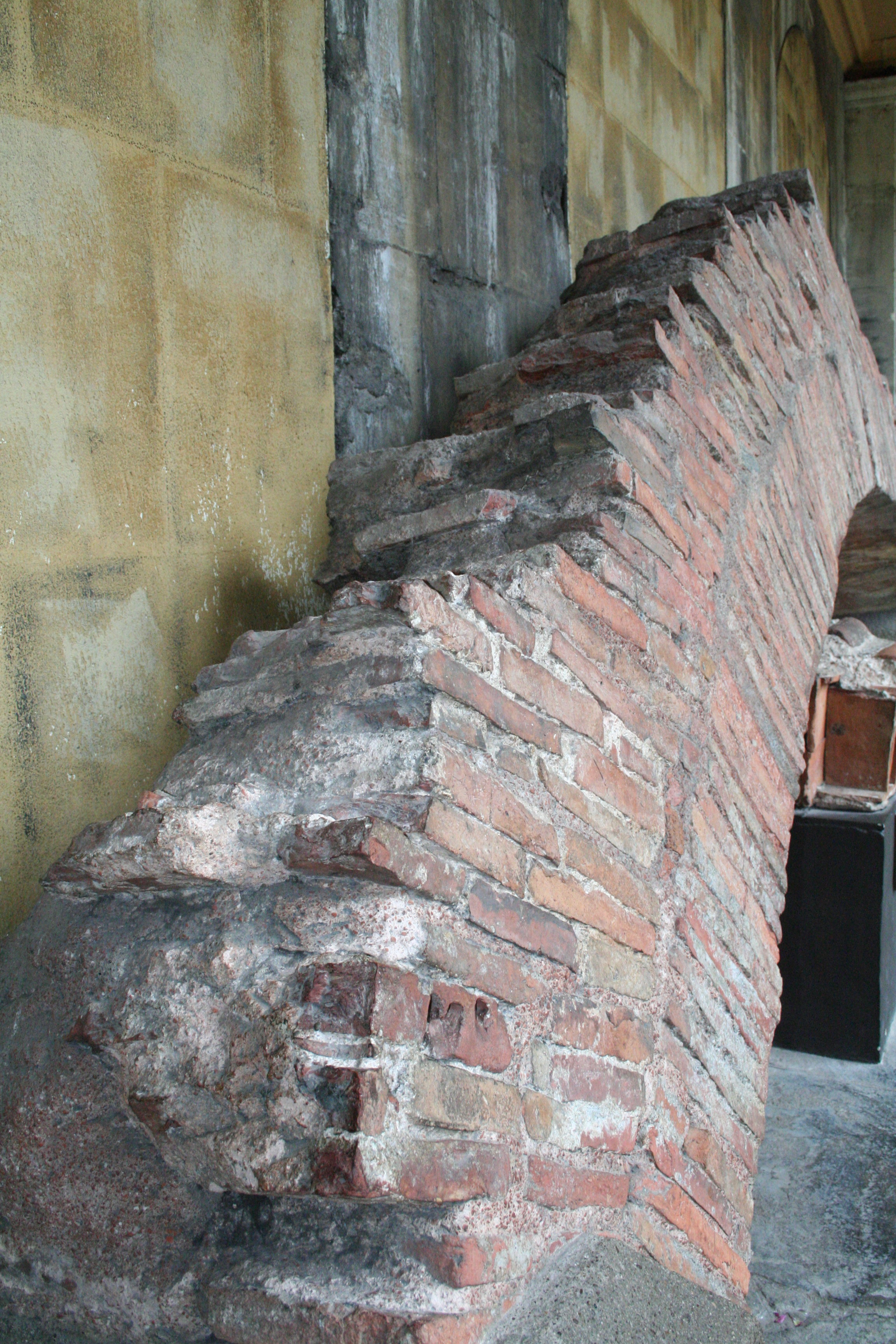
Gewölbe des römischen Bades (Bath, England)

- Luftgetrocknete Ziegel (Adoben) werden nicht gebrannt, sondern über eine längere Zeit an der Luft getrocknet. Die Konsequenz ist, dass sie sich bei Aufnahme von Wasser wieder aufweichen und daher nur in niederschlagsarmen, trockenen Regionen verwendet werden. Diese Mauersteine werden als Grünlinge oder Lehmziegel bezeichnet. Die Belastbarkeit liegt bei etwa 150 kg/cm².
- Gebrannte Ziegel werden im Brennofen gebrannt (siehe Brennen von Tonmineralen). Sie sind zwar im Gegensatz zum luftgetrockneten Ziegel dauerhaft verfestigt, aber nicht frostbeständig, da sie eine hohe Porosität und Wasseraufnahmefähigkeit aufweisen. Sie werden als sogenannte Hintermauerziegel beim Bau an Fassaden mit ausreichendem Schutz vor Schlagregen sowie im Innenbereich verwendet. Die Belastbarkeit liegt etwa bei 250 kg/cm².
- Hartgebrannte Ziegel werden mit höheren Temperaturen gebrannt und sind dadurch härter und dichter als normal gebrannte. Zu dieser Sorte gehören die Vormauerziegel (VMZ), die Klinker, mitunter Pflasterklinker sowie Dachziegel (Tondachziegel). Klinker sind so stark gebrannt, dass die Poren des Brenngutes durch Sinterung geschlossen werden. Sie nehmen nur sehr wenig Wasser auf und sind ausreichend widerstandsfähig, um im Außenbereich frei der Bewitterung ausgesetzt zu werden. Vormauerziegel hingegen werden zur Herstellung von Sichtmauerwerk verwendet, welches dem Schlagregen, aber keiner Bewitterung von oben ausgesetzt ist. Die Belastbarkeit liegt bei etwa 500 kg/cm².

### Farben
Beschaffenheit des Tons
Die Farbe der Ziegel hängt in erster Linie von den im Ton enthaltenen Mineralien ab. Ein hoher Eisengehalt (rote Eisen(III)-silikate) führt durch die Oxidation des Eisens zu hell- bis dunkelroten (braunen) Farbtönen, abhängig von Brenntemperatur und Brennatmosphäre. Ein hoher Kalkgehalt und geringer Eisengehalt führen zu gelben Farbtönen.

Magerung
Variieren lässt sich das Mengenverhältnis vom Ton und Sand in der Ziegelmasse. Besonders stark gemagerte Ziegelsteine gehören zum regionalen Baustil ganz im Norden Frankreichs und werden dort bricque de sable genannt, übersetzt etwa „Sandbackstein“.
Organische Zusätze
Die farblichen Nuancen lassen sich durch oxidierende (Sauerstoffüberschuss in der Ofenatmosphäre) oder reduzierende (Sauerstoffmangel in der Ofenatmosphäre) Brandführung beeinflussen, die mittels der Brennstoff- und Luftzufuhr eingestellt werden kann. Eine alte Möglichkeit war der Zusatz von nassen Baumstämmen während des Brennens: Die hierbei erzeugte reduzierende Atmosphäre im Ofen (bei den zum Brennen benötigten Temperaturen entstehen aus Kohle und Wasser Kohlenmonoxid und Wasserstoff) ermöglicht blaue Farbtöne durch elementares Eisen (Oxidationsstufe 0). Da hierbei der Ofen Schaden nimmt, blieb diese Technik auf wenige Sonderfälle beschränkt.
Engoben
Durch Engoben, die vor dem Brennen aufgetragen werden, kann die Farbpalette stark erweitert werden. Diese Technik wird in Europa seit dem Mittelalter, bei islamischen Backsteinbauten schon seit dem frühen Mittelalter angewendet. Darüber hinaus sind schon in der Blütezeit Babylons unter Nebukadnezar II. viele Farben und Schattierungen zu finden.
Glasur

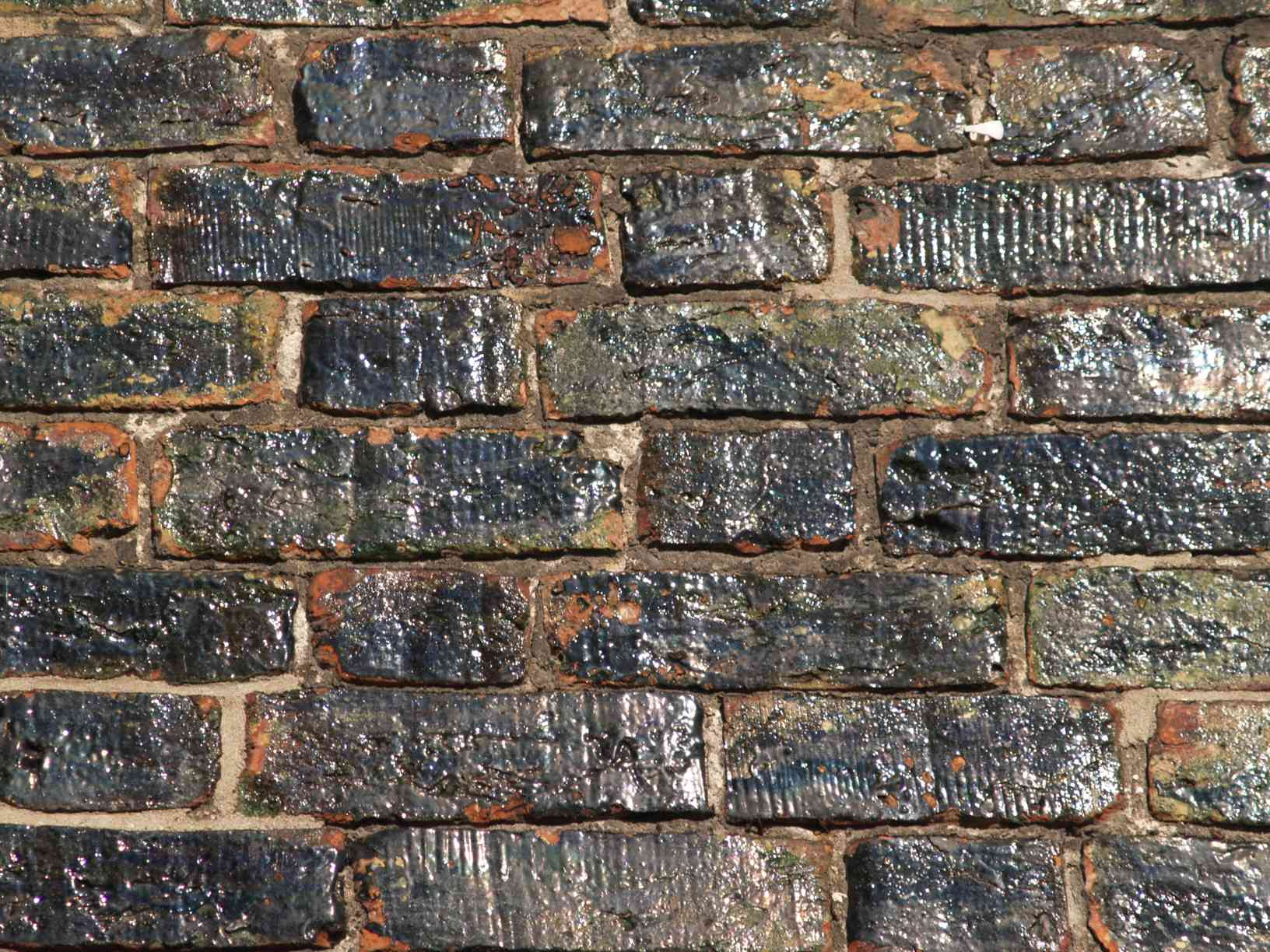
Glasierte Backsteine am Lübecker Rathaus

In Burgund und folgend in Franken und in Ungarn wurden glasierte Dachziegel zur Verzierung der Dächer eingesetzt. Dieses Architekturmerkmal wurde in Burgund entwickelt (bekanntes Beispiel ist das Hôtel-Dieu de Beaune) und kam durch die Heirat einer Königin nach Ungarn, wo besonders die Budaer Burg in Budapest bekannt dafür ist. Glasierte Mauerziegel verwendete man schon in den frühen Hochkulturen Mesopotamiens. In der mittelalterlichen Baukunst finden sie sich von der Mudéjararchitektur Spaniens bis zur Backsteingotik.

### Formate
Der traditionelle kleinformatige Backstein ist ein länglicher Quader, dessen größte Kantenlänge (Länge) etwas mehr als dem doppelten Maß der mittleren Kantenlänge (Breite) entspricht. Die Differenz entspricht der Breite der vertikalen Fuge, der Stoßfuge. Unter Berücksichtigung der Fuge entspricht damit ein längs eingemauerter Ziegel, der Läufer, genau zwei quer eingemauerten Bindern. Die Notwendigkeit, Ziegel wegen ihrer Tragfähigkeit im Verband zu vermauern, bestimmt ihr Format.

#### Klosterformat
Das „Klosterformat“ für Handstrichziegel ist kein einheitliches System, sondern unterscheidet sich in den einzelnen Bauschulen, da überörtliche Normung während der Handfertigung der Backsteingotik nicht nötig war. Es wurde nicht nur in Klöstern oder anderen geistlichen Bauwerken verwendet, sondern auch in rein weltlichen. Im Ostseeraum und den Niederlanden wurde von der Romanik (außer ersten, nach italienischen Maßen erstellten Backsteinen) bis in die beginnende Renaissance vorwiegend mit diesen Backsteinen gebaut, die höher waren als neuzeitliche Formate. Die niederländische Bezeichnung für derartige Mauerziegel ist ‚Kloostermop(pen)‘, die dänische ‚Munkesten()‘ (Pluralendungen in Klammern). Fritz Gottlob gibt als Durchschnittsmaße Größen von 28 cm × 15 cm × 9 cm bis zu 30 cm × 14 cm × 10 cm an, die Höhe kann in Einzelfällen bis zu 12,5 cm betragen. Die Fugen waren üblicherweise 1,5 cm dick.

#### Reichsformat
Industrialisierung und Eisenbahnbau ermöglichten den Transport von Baumaterialien über größere Strecken und die Lieferanten mussten austauschbar sein. So wurde 1872 in Deutschland per Gesetz das „Reichsformat“ für Ziegel (heute „altes Reichsformat“) eingeführt: 25 cm × 12 cm × 6,5 cm.
Damit konnte ein Gebäude aus Mauerziegeln verschiedener Herkunft erbaut werden. Für staatliche Bauten war die Verwendung dieser „Reichsziegel“ verbindlich. Für andere Gebäude war es wirtschaftlicher geworden, normierte Ziegel zu verwenden und herzustellen. Dieses Ziegelformat wurde 1869 von dem Berliner Baumeister Adolf Lämmerhirt vorgeschlagen. Damit wurde die Anzahl mit dem Planungsmaß 1 Kubikmeter Bauwerk verbunden. Ein Kubikmeter Mauerwerk inklusive 1 cm Fuge und üblichen Verlusten an den Ecken bestand aus 400 Ziegeln.
Mit dem metrischen System wurde das (neue) Reichsformat mit 24 cm × 11,5 cm × 6,3 cm und das Normalformat mit 24 cm × 11,5 cm × 7,1 cm notwendig. Mit dieser Ziegelgrundfläche und einem Zentimeter Mörtelfuge waren die Bauten in 1/8-Meter-Einheiten gerastert (oktametrisches System). Durch eine fehlende oder zusätzliche Mörtelfuge bei Innen- und Außenmaßen ergibt sich immer eine Differenz von ±1 Zentimeter. Auf dieses Baurichtmaß genannte Raster wurden später die Maße anderer Baugewerke, wie zum Beispiel Fenster und Türen, abgestimmt und in ihren Maßen genormt.

#### Auswahl an Ziegelformaten

Modularer Aufbau üblicher Ziegelformate

Länder und bestimmte Regionen haben eigene Formate entwickelt. Für Deutschland sind Formate und Rohdichten in der DIN 105 geregelt.
|            | Herkunft                           | Bezeichnung                                         | Maße (in cm) | Maße (in cm) | Maße (in cm) |
| L          | Herkunft                           | Bezeichnung                                         | B            | H            |              |
| ---------- | ---------------------------------- | --------------------------------------------------- | ------------ | ------------ | ------------ |
| historisch | Deutschland                        | Bayerisches Format                                  | 29,5 34      | 14,5 16,5    | 06,5 07,0    |
| historisch | Deutschland                        | Elbformat                                           | 23,0         | 11,0         | 05,2         |
| historisch | Deutschland                        | Dresdner Format                                     | 27,73        | 13,57        | 06,49        |
| historisch | Deutschland                        | Friesenziegel                                       | 20,6         | 10,0         | 05,1         |
| historisch | Deutschland                        | Hamburger Format (HF)                               | 22,0         | 10,5         | 06,5         |
| historisch | Deutschland                        | Klosterformat(e) (KF)                               | 28…30        | 14…15        | 09…10        |
| historisch | Deutschland                        | Oldenburger Format                                  | 22,0         | 10,5         | 05,2         |
| historisch | Deutschland                        | Reichsformat, Altes od. Hoffmansches RF von 1872    | 25           | 12           | 06,5         |
| historisch | Deutschland                        | Reichsformat (RF)                                   | 24           | 11,5         | 06,3         |
| historisch | Österreich                         | Altösterreichisches Format                          | 29           | 14           | 06,5         |
| historisch | Ägypten                            | Altägyptisch (hier Palast von Marqata 18. Dynastie) | 33           | 16           | 10           |
| aktuell    | Deutschland                        | Dünnformat (DF)                                     | 24           | 11,5         | 05,2         |
| aktuell    | Deutschland                        | Zweifaches Dünnformat (2DF)                         | 24           | 11,5         | 011,3        |
| aktuell    | Deutschland                        | Langdünnformat (LDF)                                | 29           | 11,5         | 05,2         |
| aktuell    | Deutschland                        | Normalformat (NF)                                   | 24           | 11,5         | 07,1         |
| aktuell    | Österreich/Ungarn, Russland (GOST) | Normalformat kisméretű tégla                        | 25           | 12           | 06,5         |
| aktuell    | Schweiz                            | Normalbackstein (zu SIA 266) – Schweiz              | 25 30 32     | 12 09 12     | 06 06 06     |
| aktuell    | England                            | Englisches Format                                   | 21,5         | 10,25        | 06,5         |
| aktuell    | Niederlande                        | Waalformat (WF) – Niederlande                       | 21           | 10           | 05           |
| aktuell    | Niederlande                        | Waaldickformat (WDF) – Niederlande                  | 21           | 10           | 06,5         |

Bei allen in der Tabelle aufgeführten Ziegelformaten (mit Ausnahme zweier Schweizer Formate) gilt:
- 1 × Länge = 2 × Breite + 1 Fugenstärke

Grundlage der meisten angeführten Formate war das Modul, ein aus sechs normal- oder acht dünnformatigen Ziegelsteinen (inklusive Fugenstärken) bestehender Würfel, dessen Kantenlänge gleich der Kantenlänge eines Ziegels war. Die übrigen Maße der Ziegelquader wurden daraus unter Abzug der vordefinierten Fugenstärke ermittelt.

### Formen
Ziegel können vor oder nach dem Brennen in Form gebracht werden. Für die Formgebung vor dem Brennen werden Formrahmen verwendet. Der Ton muss dabei relativ feucht sein (Wassergehalt: 17 bis 30 Massenprozent bezogen auf die trockene Rohlingsmasse) und vor dem Brennen auf 0,5 bis 3 Prozent Wassergehalt getrocknet werden, damit die Steine beim Brennen keine Risse bekommen. Die Formsteine der Backsteingotik wurden in dieser Weise hergestellt.
Nach dem Brennen können Backsteine behauen oder beschliffen werden. Beschliffen wurden Backsteine insbesondere, um Größenunterschiede auszugleichen und dadurch schmalere Fugen zu erreichen.

## Ziegel im 21.Jahrhundert

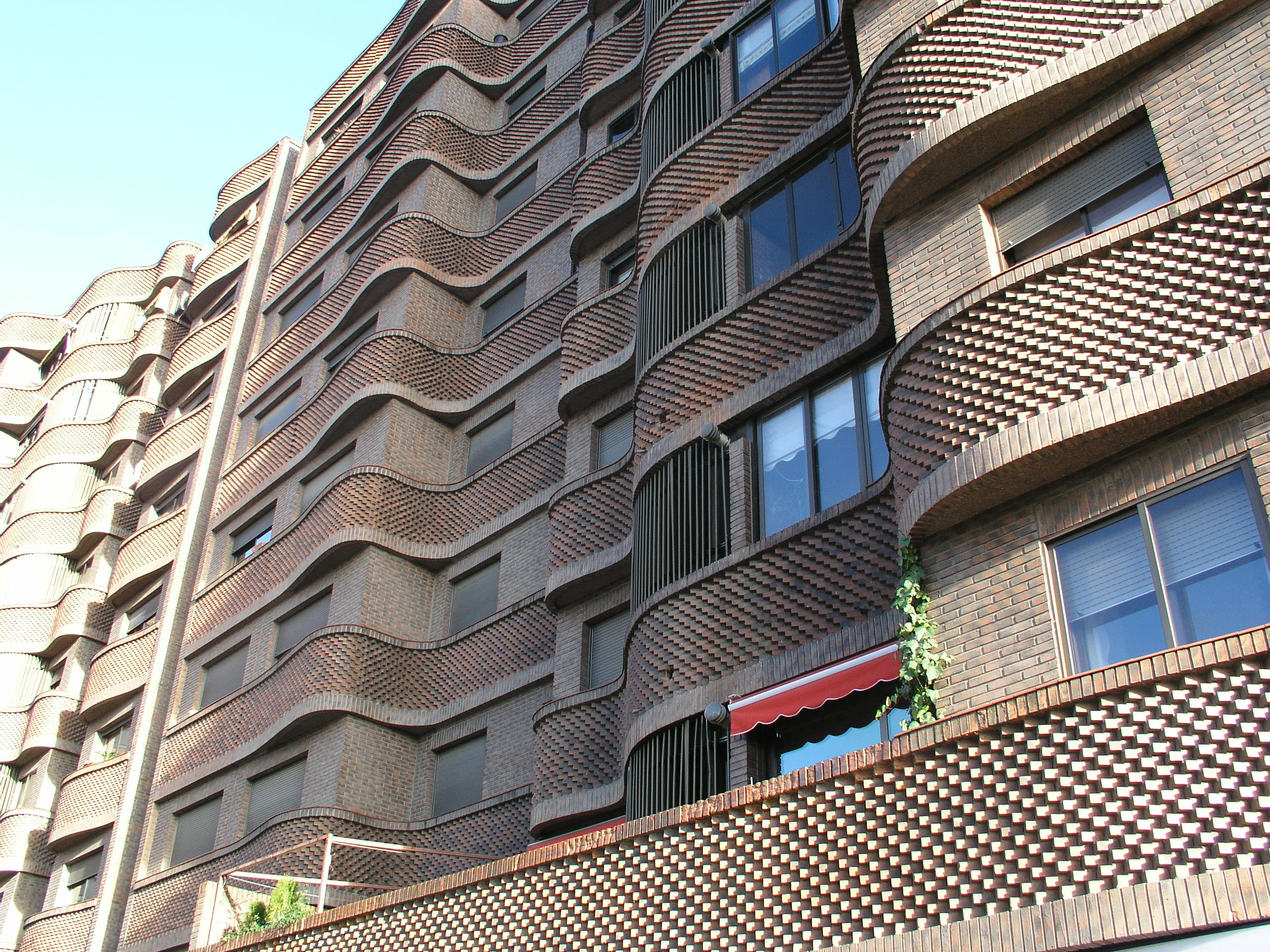
Ziegelwohnhaus (Madrid)

Im Neubau hat der traditionelle kleinformatige Ziegel als tragendes Mauerwerk nur noch geringe Bedeutung. Ziegel wurden immer größer und wegen des wachsenden Gewichts durchlöchert. Der Lochziegel besitzt bei gleicher Stabilität Hohlräume, die ihn leichter und in größeren Formaten handhabbar machen. Gleichzeitig bewirkt die eingeschlossene Luft eine bessere Wärmedämmung. Genauer formuliert werden Wärmeverluste durch Wärmeleitung im Material verringert. Um diese Eigenschaften zu verbessern, wird das Ziegelmaterial selbst porosiert. Dazu wird die Tonrohmasse mit brennbaren Stoffen wie Sägemehl oder Kunststoffkügelchen vermengt. Diese Stoffe brennen während der Herstellung unter hohen Temperaturen aus, und die Verbrennungsgase hinterlassen bei der Versinterung Poren im Ziegelinneren. Ein vorheriges Aufschäumen mit Treibmitteln ist weniger gebräuchlich und weniger effektiv, solche Produkte heißen „Schaumton“. Bei den Großformaten bilden die alten Standardmaße die Grundlage und werden als Vielfache des Normal- oder Dünnformats angegeben. Eine moderne Variante des Ziegels ist der Planziegel.
Als Verblendmauerwerk sind Ziegel vor allem in Norddeutschland traditionell durch die Backsteinarchitektur beliebt. Die Baustoffindustrie hat eine Palette von Formaten, Tönungen und Oberflächenstrukturen entwickelt, um auf individuelle Wünsche von Architekten und Bauherren einzugehen. Dazu gehören die Spaltplatten, die aus zwei gegengesetzten Klinkeroberflächen bestehen und zum Verblenden gespalten und auf das Mauerwerk aufgesetzt werden. Das Angebot umfasst sowohl in unterschiedlichen Farben glasierte Ziegel als auch durch unterschiedliche Zusammensetzung in Masse farbig gefertigte Ziegel. Als Farbtöne sind Gelb-, Rot-, Blau- und Brauntöne bis zu nahezu schwarzen Ziegeln möglich, letztere sind sehr dunkle Brauntöne. Im Gegensatz zu historischen Ziegeln, die durch Verunreinigungen im Ton in der Fläche ein lebendiges Bild ergaben, wirkten Wandflächen aus industriell gefertigten Ziegeln zunächst oft „steril“. In der modernen Fertigung lässt sich ein zu einheitliches Bild durch gezielte Anflammungen beim Brand, das Aufbringen von Granulaten und das Strukturieren der Oberflächen bei der Herstellung verhindern. „Rustikale Formbackziegel“ werden nach historischem Vorbild durch das maschinelle Einwerfen der Tonmasse in Formen hergestellt.
 Alte Backsteine (Abbruchziegel) werden inzwischen für Renovierungen und Neubauten in traditioneller Bauweise aus Abbrüchen geborgen und wiederverwendet. Diese Form des Recyclings hat durchaus eine lange Tradition, da Ziegel ein teurer Baustoff sind. Bereits bei Bauten im Zweistromland oder bei römischen Ziegeln lässt sich dies beobachten und es ist bei mittelalterlichen Bauwerken zu finden. In der Denkmalpflege ist es schwierig und komplex, Schäden an historischem Ziegelmauerwerk mit modernen Ziegeln in anderem Formate und glatteren Farben auszubessern. In solchen Fällen wird mitunter auf Abbruchziegel zurückgegriffen. Es gibt einige wenige Betriebe, die in traditioneller Weise produzieren und Ziegel nach historischen Vorbildern herstellen können. Wegen der geringen Stückzahlen und der stark von Handarbeit geprägten Produktion sind Sonderanfertigungen teurer als industriell hergestellte genormte Ziegel.

## Trivia
„Feierabendziegel“ sind spezielle Ziegel, die mit Datumsangaben, Texten, Sprüchen oder Ornamenten verziert wurden.
Diese Bezeichnung ist als Oberbegriff für verzierte Ziegel üblich. Die Ziegel wurden ursprünglich im Meiler gebrannt, d. h. unter freiem Himmel. Ein Brand umfasste eine Menge von 5000 bis 10.000 Ziegeln, die Ausschussquote war sehr hoch. Um den Segen für das Gelingen des Brandes zu erbitten, wurden der erste und der letzte Ziegel mit aufgehenden Sonnen und Monden verziert. Auftragsbezogen wurden Abwehrziegel (bei Dachziegeln) verziert, d. h., mit Wellen- und Zackenmustern versehen, die wohl einer Blitzmarke nachempfunden waren und Haus sowie Bewohner vor den Witterungsunbilden schützen sollten. Außerdem gibt es als Glücksbringer Ziegel mit Blumen-, Kreuz-, Tiermotiven sowie Hand- und Kinderfußabdrücken. Die Tradition hielt sich bis in die vorindustrielle Zeit, die Verzierungen sind noch auf stranggepressten Dachziegeln zu finden. In Zeiten der manuellen Produktion wurde der noch weiche Ton damit verziert. Dies fand häufig nach getaner Arbeit statt – zum Feierabend.
In Paul Austers Roman Die Musik des Zufalls geht es um den Bau einer sinnlosen Ziegelmauer.

## Literatur

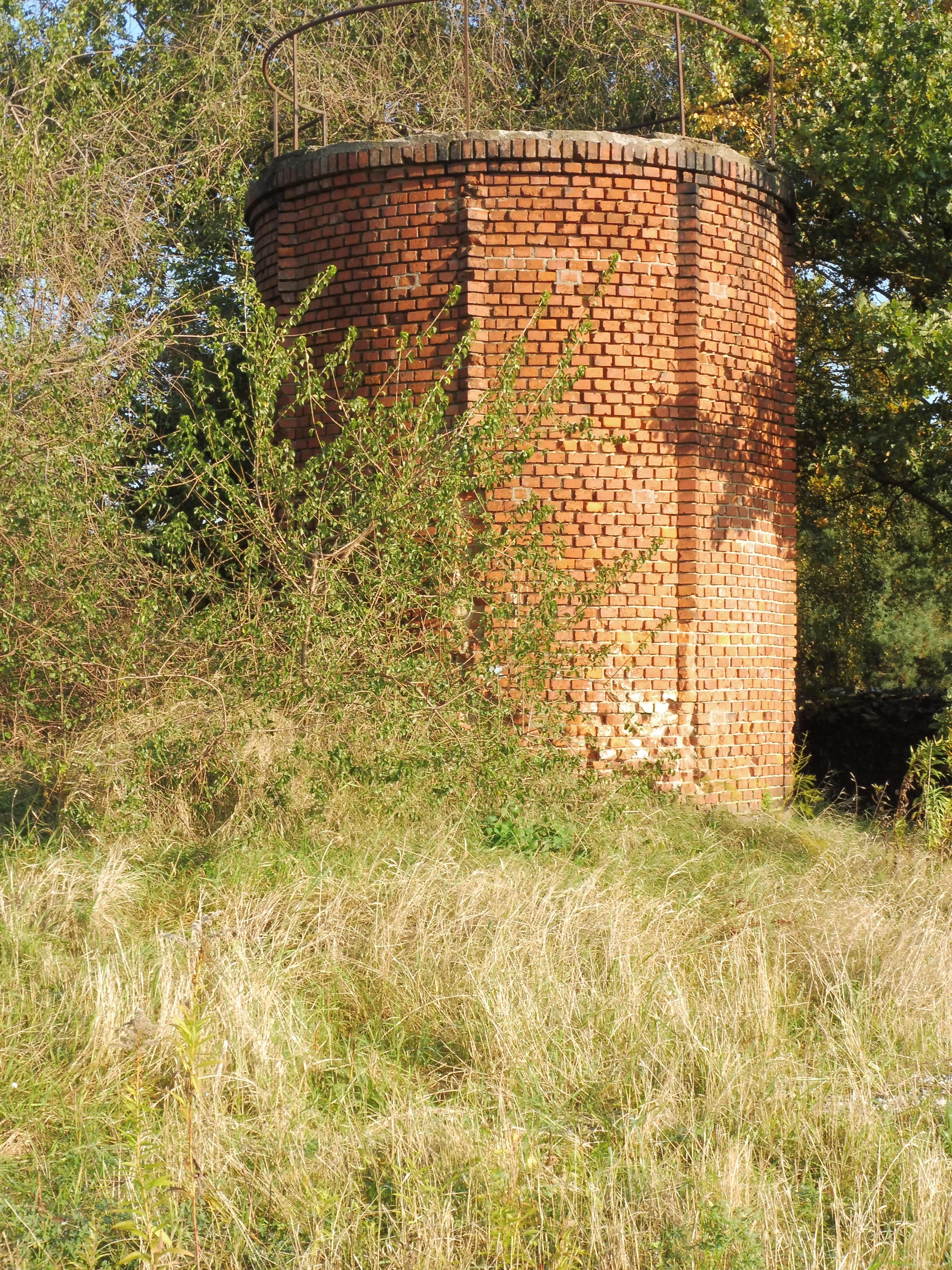
Wasserturm (Quetzin, Plau am See)

## Dokumentation
- Der Ziegelstein, Baustoff des Römischen Reiches. Regie: Tamara Erde, ARTE F, Frankreich, 18 Minuten, 2020